# Renault
Renault (pronunciación en francés: /rə'no/) es un fabricante francés de automóviles, vehículos comerciales y de carreras. Es la marca fundacional del Groupe Renault, un conglomerado de empresas automotrices que también incluye en su paquete accionario a las marcas Alpine (100%), Dacia (99.43%) y Samsung (52%), a la vez de ser miembro mayoritario de la alianza mundial Renault-Nissan-Mitsubishi (44%).
En 1986, el gobierno de Francia se planteó su privatización y en 1996 Renault ya estaba parcialmente privatizada. En enero de 2001, el fabricante vendió su división industrial Renault Véhicules Industriels a AB Volvo (ya sin relación con Volvo Cars, hoy propiedad de Geely), que la renombró como Renault Trucks (camiones Renault) en 2002, pasando a ser su accionista mayoritario, hasta la venta de su paquete de acciones en 2010.
Ha sido reconocido con numerosos premios por sus vehículos: una vez Coche del Año de los Estados Unidos Motor Trend, seis veces Coche del Año en Europa, nueve veces Coche del Año en España, tres veces Coche del Año Autobest en Rusia, Polonia, Turquía o dos veces Coche del Año en Irlanda y en Dinamarca.
Ha competido, en innumerables ocasiones como constructor en la Fórmula 1 desde 1977 a 1985, período en que desarrolló e introdujo los motores equipados con turbocompresor en dicha disciplina y, nuevamente, desde 2002 hasta la actualidad. Durante los años en que Renault no compitió como constructor, se ha dedicado a suministrar motores a varios equipos consiguiendo notables éxitos con Benetton y Williams Racing, logrando el título como proveedor entre 1992 y 1997. En 2005 y 2006 ganó el mundial de constructores.

## Historia

### Fundación y primeros años (1898-1918)

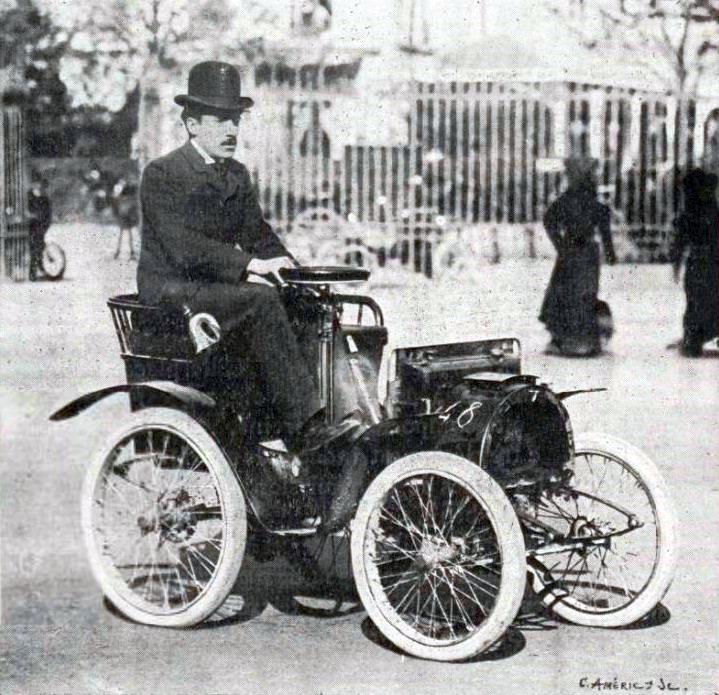
Louis Renault en su primer coche en 1903

La corporación Renault fue fundada el 24 de diciembre de 1898 como Société Renault Frères (Sociedad Hermanos Renault) por Louis Renault y sus hermanos Marcel y Fernand. Louis era un ingeniero joven y brillante que ya había diseñado y construido varios prototipos antes de unirse a sus hermanos, quienes habían perfeccionado sus habilidades trabajando para la empresa textil de su padre. Louis se encargó del diseño y la producción, mientras que Marcel y Fernand administraban el negocio.
El primer coche fue el Renault Voiturette 1CV, vendido a un amigo del padre de Louis después de darle un paseo de prueba el 24 de diciembre de 1898.
En 1903, Renault empezó a fabricar sus propios motores. Hasta entonces, los había comprado a De Dion-Bouton. La primera venta de gran volumen se produjo en 1905, cuando Société des Automobiles de Place compró automóviles Renault AG1 para establecer una flota de taxis. Estos vehículos fueron utilizados más adelante por los militares franceses para transportar a tropas durante la Primera Guerra Mundial, lo que les hizo ganar el apodo de "Taxi de la Marne". Para 1907, un porcentaje significativo de los taxis de Londres y París habían sido construidos por Renault.
El fabricante era también la marca extranjera más vendida en Nueva York entre 1907 y 1908.
En 1908, la compañía produjo 3575 unidades, convirtiéndose en el fabricante de automóviles más grande del país.

## Por países

### Argentina

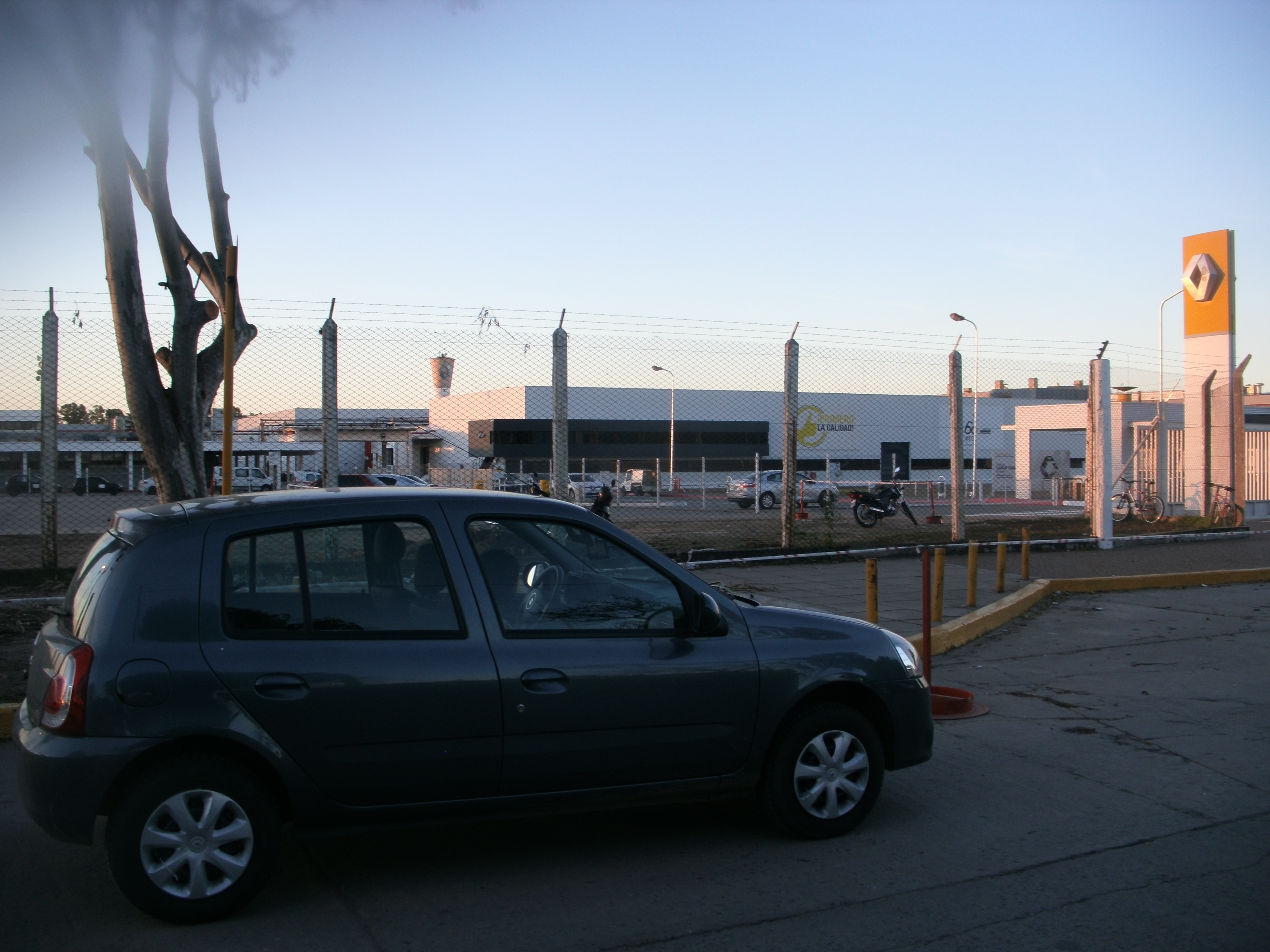
Clio Mio frente a la fábrica Santa Isabel.

En Argentina, la marca llegó a principios del siglo XX, mediante un importador particular ubicado en la ciudad de Buenos Aires. Modelos como el Juvaquatre y otros, fueron vendidos en una primera etapa.
Con posterioridad a la Segunda Guerra Mundial, llegaron importadas unidades del Renault Dauphine, hasta que en 1960 y tras firmar un acuerdo con Industrias Kaiser Argentina, empieza a fabricar el Dauphine y posteriormente el Gordini, como una evolución del Dauphine. Para fines de 1963 y controlando gran parte del paquete accionario de Industrias Kaiser Argentina, llega el 4, 6, 12 y en los años 1980, el 18, el Fuego y los Renault 11, 21 y 9.
Tras el cambio de paquete accionario, la subsidiaria local fue comprada por el empresario Manuel Antelo y renombrada como CIADEA S.A., llegan primeramente importados los 19 y Clio, nacionalizándose la producción en 1993 y 1996, respectivamente.
En 1996, se nacionaliza la producción del Mégane y se delega la producción regional a la planta Nordex Uruguay la fabricación de la Express y el Twingo.[cita requerida]
En 1999 se nacionaliza la producción de la Kangoo, reemplazando así a la Express y, para el 2000, se nacionaliza el Clio II.[cita requerida]
En 2008, se comienza a producir el Renault Symbol y en octubre de 2010, se da inicio a la producción del Fluence.
A principios de 2017, se empezó la producción de los Dacia Sandero II y Logan II, bajo emblema Renault. Para julio de 2020 se empezó la producción de la Alaskan y para fines del mismo, el reemplazo de Kangoo, utilizando la plataforma del Dacia Dokker.

### España

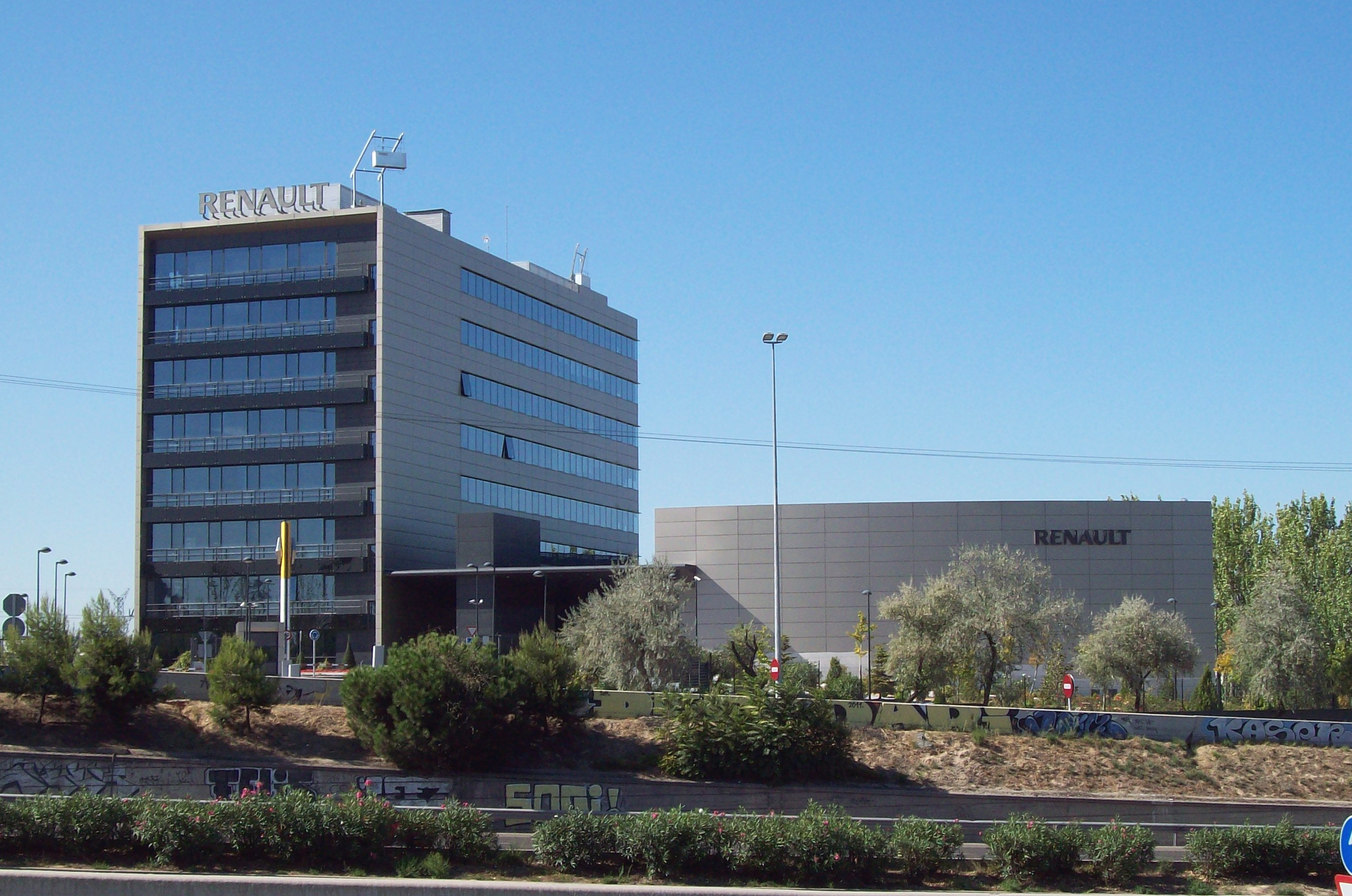
Oficinas de Renault España en Madrid.

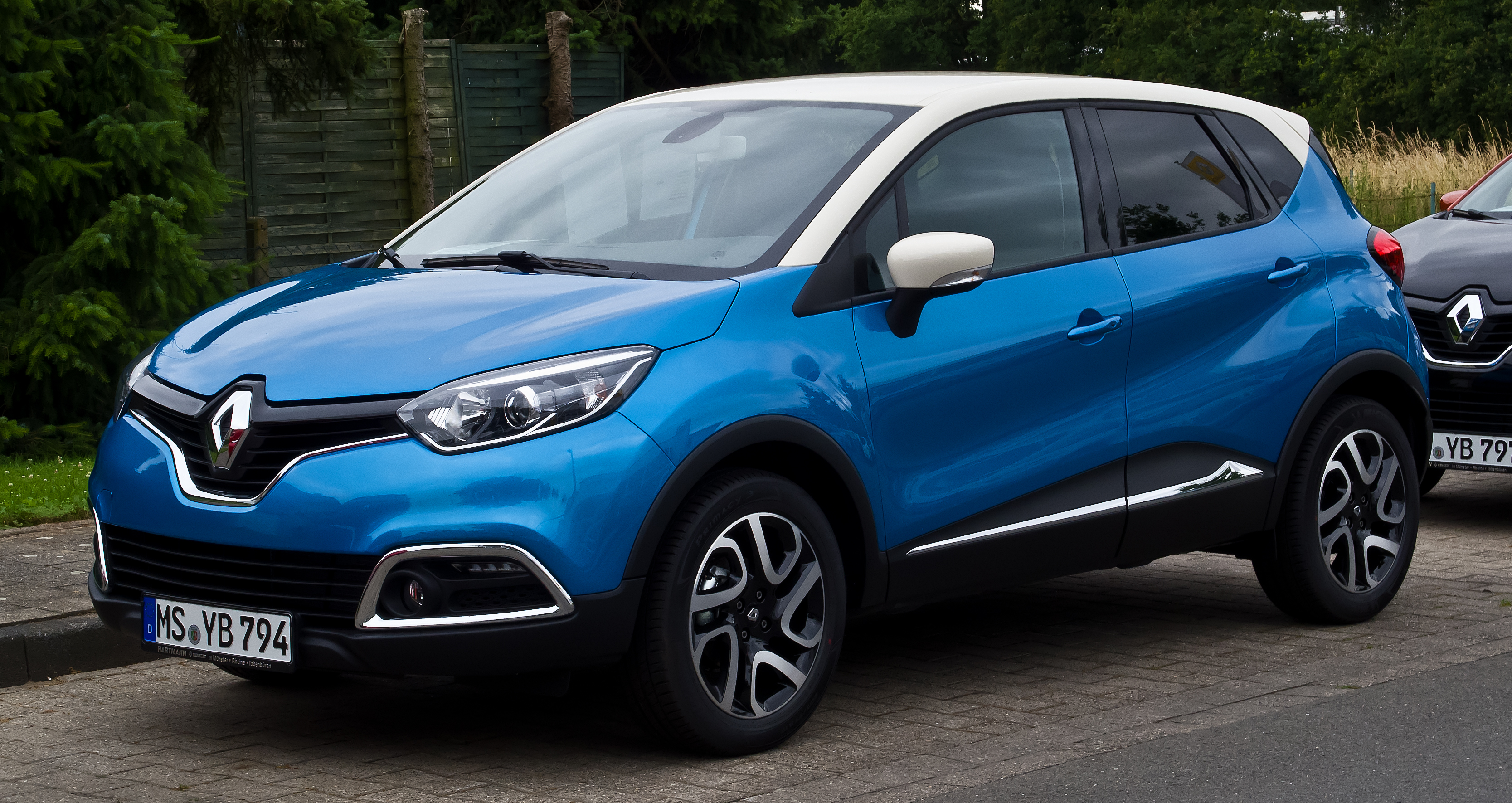
Renault Captur, SUV más vendido en Europa

En España, la marca ha tenido siempre gran aceptación en parte por las fábricas situadas en el territorio, siendo estas las dos de Valladolid, la de Villamuriel de Cerrato y la de Sevilla. Renault llegó a España en 1953 con su factoría en Valladolid. Se han producido coches como el Mégane, el Renault Modus, el Clio, el Renault Twizy o el Renault Captur. A su vez, las fábricas producen piezas para otras, como es el caso de Sevilla y sus cajas de cambios. Además, la fábrica de motores de Valladolid suministra la mitad de los motores de todo el Grupo Renault en el mundo.

### Colombia
En Colombia, nombrado cariñosamente como "Renol", la situación, ya a finales de los años 1980 y a principios de los 90, se nota una reducción, de manos de la fuerte presencia de Chevrolet-GM Colmotores; y ya en los 90 en la política de la apertura económica del gobierno del presidente Cesar Gaviria Trujillo, quien no hace más que crear una nueva oportunidad para los fabricantes de automóviles locales: La exportación de sus productos a países diferentes del Mercado Andino. Es así como se llegan a conocer modelos que no gozarían de la misma fortuna de los anteriormente citados, como el Laguna y el Scénic, pero otros coches como el Twingo, descontinuado en julio de 2012 y el Renault 19, descontinuado en junio de 2001, lograrían restablecer su perdida presencia en el mercado.
Coches como el Dacia Logan, el Dacia Sandero y el Sandero Stepway, así como el Dacia Duster, junto con sus coches importados desde Turquía, España, Argentina y Brasil han hecho de la marca un constante protagonista de la industria automotriz.

### México
La marca regresó a México en 2001 y, aprovechando su asociación con Nissan, fabricó sus modelos Clio II y Scénic de primera generación.
El tipo de cambio en euros, la crisis de 2008 y una baja de ventas, causaron que dejara de importar modelos europeos y optó por adaptar modelos de Dacia/Samsung provenientes de Brasil, Colombia y Corea del Sur.
Actualmente, el fabricante se posiciona como la décima marca más vendida en el país.
A pesar de la crisis financiera en los países latinos, que todavía permanecen algunos mercados fuertes para Renault.
| Países    | Rango | Total de unidades |
| --------- | ----- | ----------------- |
| Brasil    | 2     | 236,360           |
| Argentina | 6     | 141,217           |
| España    | 9     | 98,024            |

## Situación actual
Actualmente el gobierno francés posee el 15 % de la empresa. Renault es una empresa mixta, ya que una empresa privada no tiene participación del estado, que fue dirigida por Louis Schweitzer entre 1992 y 2005, momento en que fue relevado por el brasileño Carlos Ghosn, anteriormente director ejecutivo de Michelin. Un pequeño porcentaje de 1.2% sigue perteneciendo a la familia Pefaure.
Renault tiene una participación del 44.4% en Nissan, con derecho de voto y control. Nissan posee a su vez el 15% de las acciones de Renault, sin derecho a voto. Renault y Nissan forman actualmente "la Alianza", que se distingue de otras uniones entre empresas del sector en que los dos miembros tienen el compromiso de mantener su independencia.
Renault es propietaria además de Renault Samsung Motors y Dacia, formando entre las tres el "Grupo Renault".
En 2010, Renault firmó un acuerdo con Daimler-Benz para el intercambio de tecnologías, las cuales se ven plasmadas en motores y en la primera pickup Mercedes-Benz, que se produciría en la factoría de Nissan en Barcelona hasta 2020.
En 2019, la participación accionaria de Renault era el gobierno de Francia con un 15.01%, Nissan con un 15%, Daimler Pension Trust con 3.1% y el resto de capital flotante con 62.74%.
En 2020, reportaba una plantilla total de 170 158 empleados.
En 2021, reportó un incremento en sus ingresos por 46 210 000 000 €, con un beneficio de explotación también creciente de 1 400 000 000 €, un mayor beneficio neto de 970 000 000 € y unos activos totales que subieron a 113 740 000 000 €.

## Recompensas

### Coche del Año en Europa
- 1966 – Renault 16
- 1982 – Renault 9
- 1991 – Renault Clio I
- 1997 – Renault Mégane Scénic
- 2003 – Renault Mégane II
- 2006 – Renault Clio III
- 2024 – Renault Scenic E-Tech
- 2025 – Renault 5 E-Tech

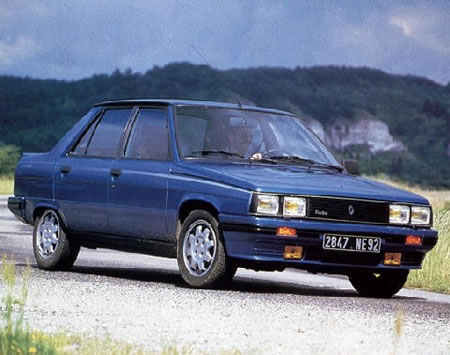
Renault 9 Turbo 1983. Fue elegido Coche del Año Importado en Estados Unidos en 1983 por Motor Trend.

El 12 de 1970, Renault 5 de 1973, Renault 20 de 1976, Renault 25 de 1985, Renault Safrane de 1993 y Renault Laguna de 2002 conseguido todo tiene que tener una segunda o tercera fila de los votos.

### Coche del Año "Autobest" en Eurasia

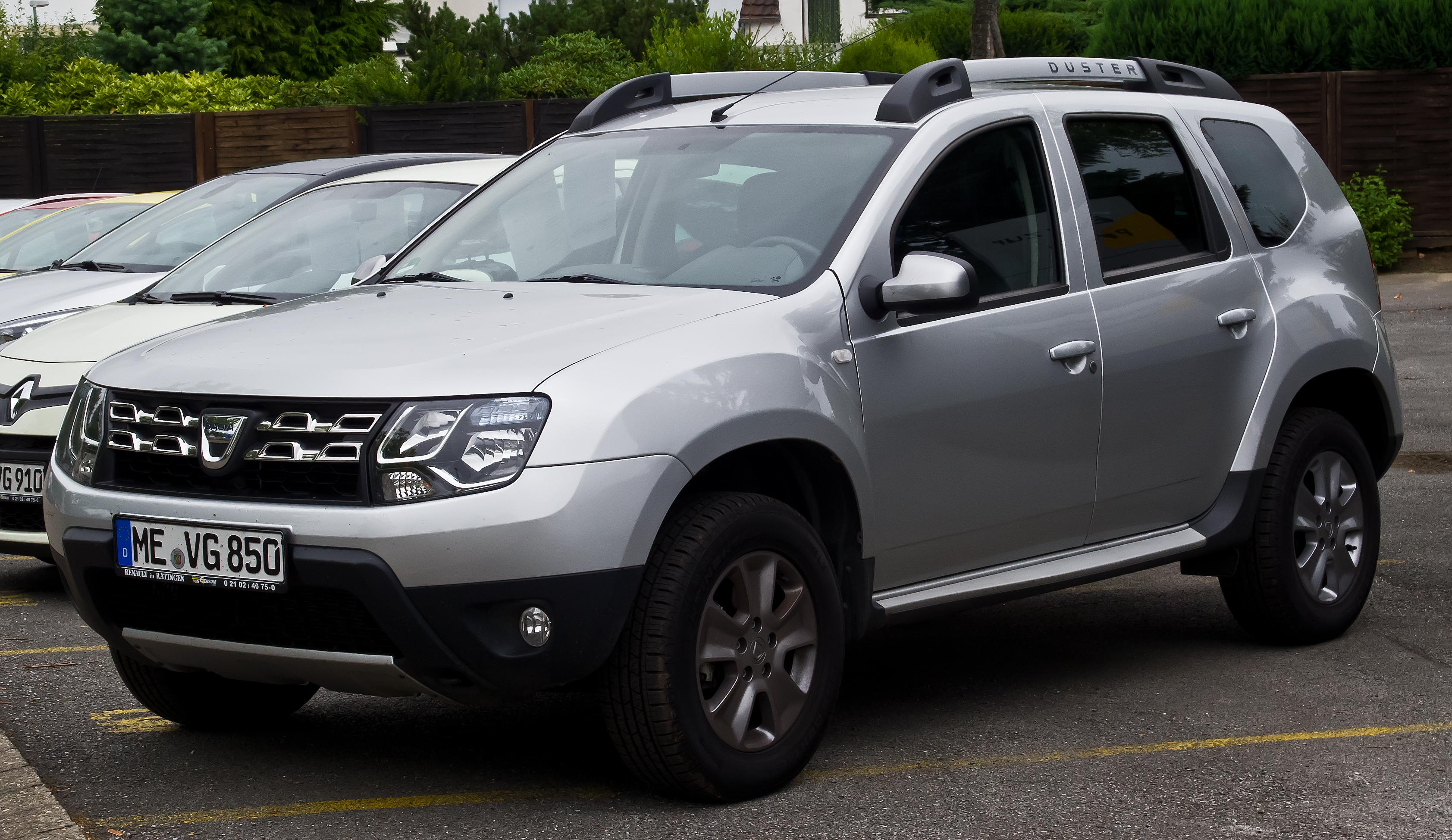
Duster TCe 125 4x2 Prestige en Ratingen

El trofeo Coche del Año Autobest es otorgado por el jurado Autobest de 15 países, lo que representa una población de 400 millones: Bulgaria, Croacia, República Checa, Chipre, Macedonia, Hungría, Polonia, Rumania, Rusia, Serbia, Eslovaquia, Eslovenia, Turquía, Ucrania y Malta. Los quince miembros del jurado Autobest designan un trofeo ganador después de anotar 13 criterios, que incluyen el consumo de combustible, versatilidad, habitabilidad o diseño.
- 2005 – Dacia Logan[17]
- 2009 – Renault Symbol II
- 2011 – Renault Duster

### Coche del Año en España
- 1973 – Renault 5
- 1979 – Renault 18
- 1983 – Renault 9
- 1987 – Renault 21
- 1989 – Renault 19
- 1991 – Renault Clio
- 1994 – Renault Twingo
- 1995 – Renault Laguna
- 1997 – Renault Mégane I
- 2022 – Renault Arkana

(*): El Citroën Xantia fue elegido como ganador del trofeo en 1994.

### Coche del Año en Irlanda
- 1990 – Renault 19
- 2002 – Renault Laguna

## Evolución histórica de los logotipos

1923
1925
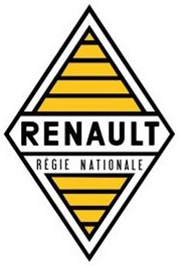
1946-1959
1959-1972
1972–1992
1992–2021
2021-

## Fábricas en el mundo
| País      | Ciudad                 | Desde | Productos | Comentarios | Empleados |
| --------- | ---------------------- | ----- | --- | --- | --------- |
| Francia   | Flins                  | 1954  | - Renault Clio IV - Renault Zoe | | 3500      |
| Francia   | Douai                  | 1968  | - Renault Mégane III - Renault Scénic III | | 2.292     |
| Francia   | Seguin                 | 1930  | | |           |
| Francia   | Sandouville            | 1964  | - Renault Laguna III - Renault Espace IV | | 4650      |
| Francia   | Cléon                  |       | - Motores | | 4191      |
| Francia   | Maubeuge               | 1969  | - Renault Kangoo II | | 2000      |
| Francia   | Dieppe                 | 1996  | - Renault Mégane RS - Renault Clio RS | | 708       |
| España    | Valladolid             | 1953  | - Renault Captur - Renault Twizy - Motores | | 7200      |
| España    | Villamuriel de Cerrato | 1978  | - Renault Kadjar - Renault Mégane IV - Renault Mégane RS | | 2400      |
| España    | Sevilla                | 1963  | - Cajas de cambio - Bolsas de Aire - Asientos | | 1263      |
| Eslovenia | Novo Mesto             | 1988  | - Renault Twingo III - Renault Wind | | 2.700     |
| Rumania   | Mioveni                | 1968  | - Dacia Logan II - Dacia Logan MCV II | En 2009 Renault instaló un centro de Investigación, desarrollo e innovación (I+D+I) en Rumania. | 3000      |
| Argentina | Córdoba                | 1955  | - Renault Kangoo - Renault Sandero y Logan II - Renault Alaskan | | 1400      |
| Colombia  | Envigado               | 1969  | - Renault Duster - Renault Sandero II Renault Stepway II Renault Logan II | | 1600      |
| Brasil    | Curitiba               | 1998  | - Renault Kwid - Renault Sandero II | | 2000      |
| Marruecos | Casablanca             | 1932  | - Dacia Logan II | | 1.200     |
| Chile     | Los Andes              | 1972  | - Cajas de cambio | | 1000      |
| Marruecos | Tánger                 | 2012  | - Dacia Logan II - Dacia Sandero II | | 1000      |
| Turquía   | Bursa                  | 1969  | - Renault Symbol III - Renault Fluence | | 1900      |
| India     | Chennai                | 2005  | - Renault Fluence - Renault Koleos | | 2254      |
| México    | Ciudad Sahagún         | 1962  | - Aliance - Encore - Estafette - Mirage - Dinalpin - Gordini - Jeep CJ - Renault 3 - Renault 4L - Renault 5 - Renault 8 - Renault 12 y 12 Routier - Renault 18 - Jeep Wagoneer | Una parte de la empresa de camiones DINA del complejo de Ciudad Sahagún, sirvió para que se iniciara el ensamble de vehículos con licencia de Renault en México. Tiempo después, Renault operó una planta más grande en donde además en 1984, con el cierre de VAM (Vehículos Automotores Mexicanos), también se integró la fabricación del Jeep Wagoneer, CJ y Renegade, mismos que a nivel global eran parte de Renault y se vendían en la red de concesionarios Renault del país. La planta cerró en 1986 y se fue del mercado mexicano, luego de intentos de Renault para entrar en el mercado de los Estados Unidos al haber adquirido a American Motors Corporation-Jeep. |           |
| México    | Aguascalientes A2      | 2016  | - Renault Logan II - Renault Sandero II - Renault Duster - Renault Logan II - Renault Duster - Renault Master III - Renault Stepway II - Renault Logan II - Renault Alaskan - Renault Kwid - Dacia Sandero II - Dacia Duster - Renault Kangoo II - Motores - Transmisiones - Cableado - Robots - Puertas y estampado - Lámparas - Bolsas de aire - Asientos - Rines y rieles | Desde 2014 comparte esta planta con Nissan y Mercedes-Benz. | 7853      |

En 2010 tenía un total de 122 615 empleados, mientras que en 2012 tuvo ingresos por 42 460 000 000 €.

## Productos

### Modelos actuales

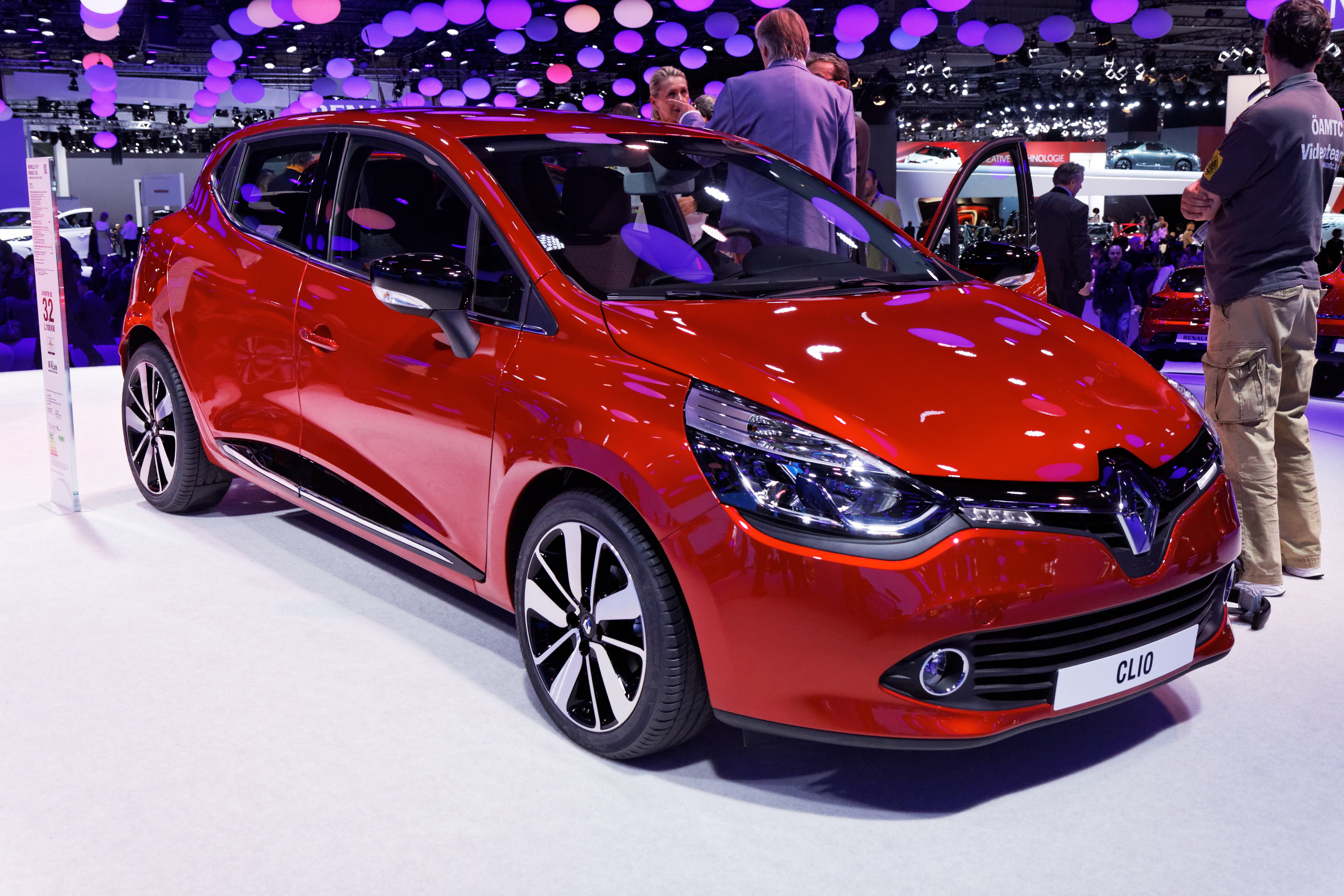
Clio en el Salón del Automóvil de París 2012.

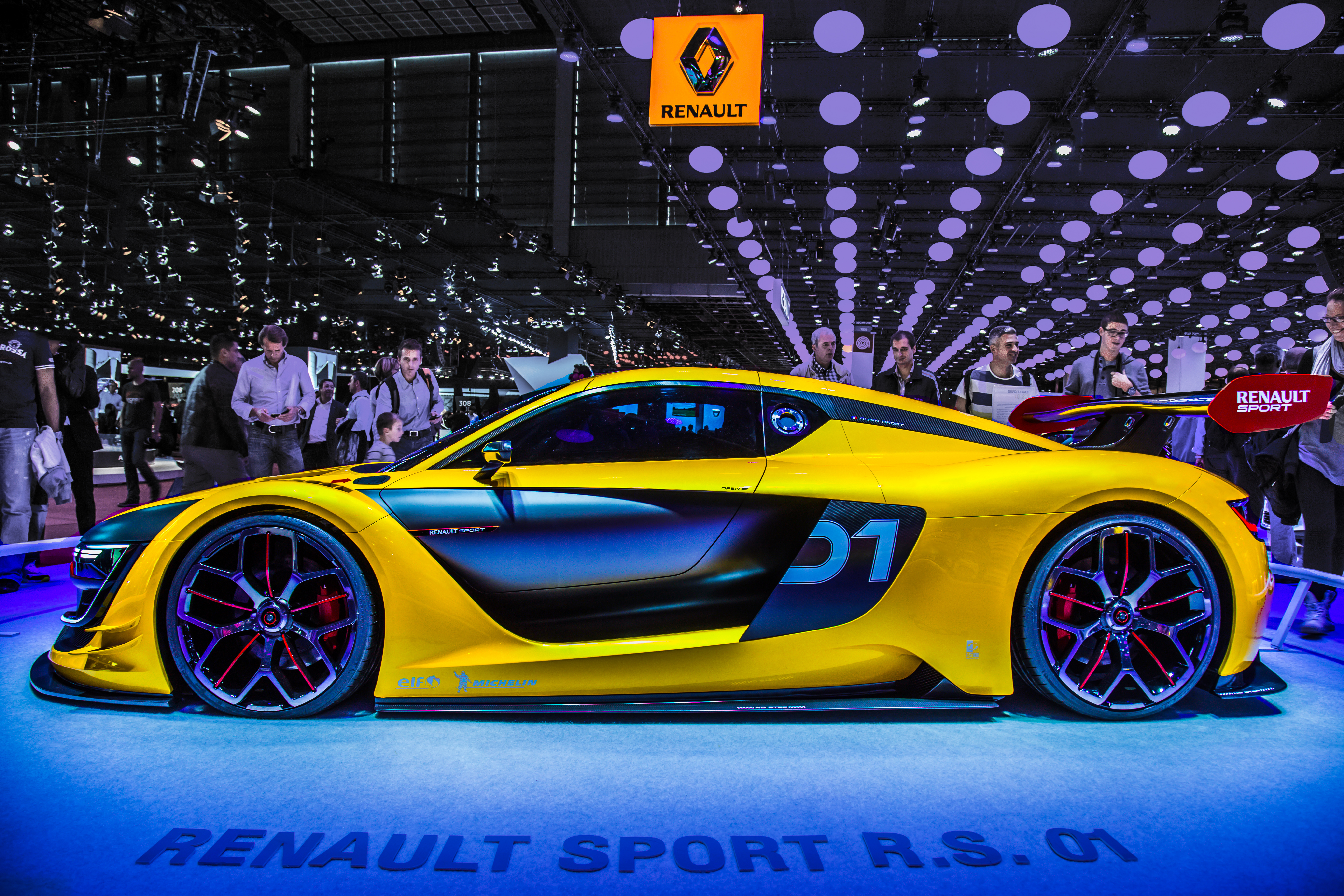
Renault Sport R.S. en el Salón del Automóvil de París 2014.

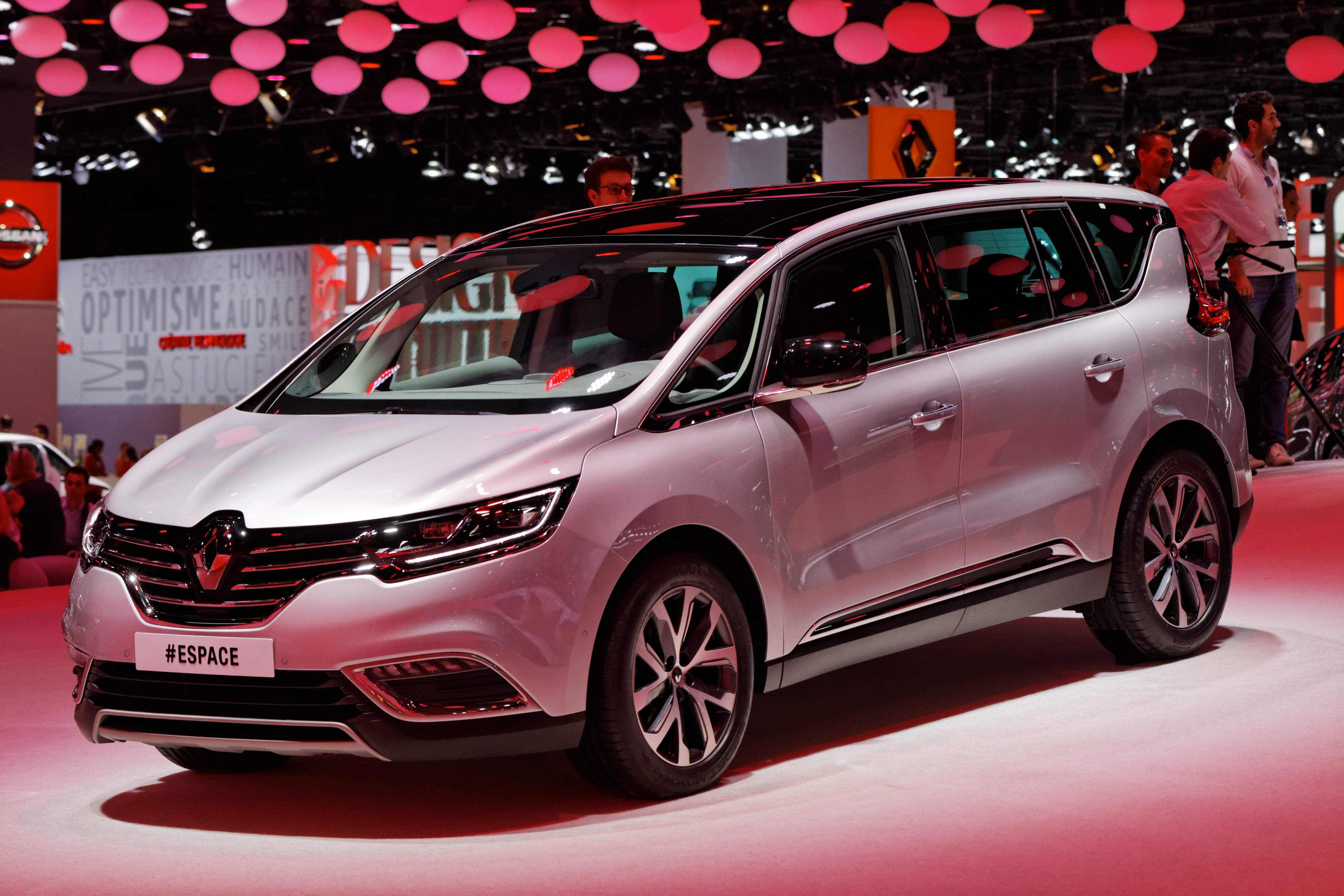
Renault Espace V en 2015.

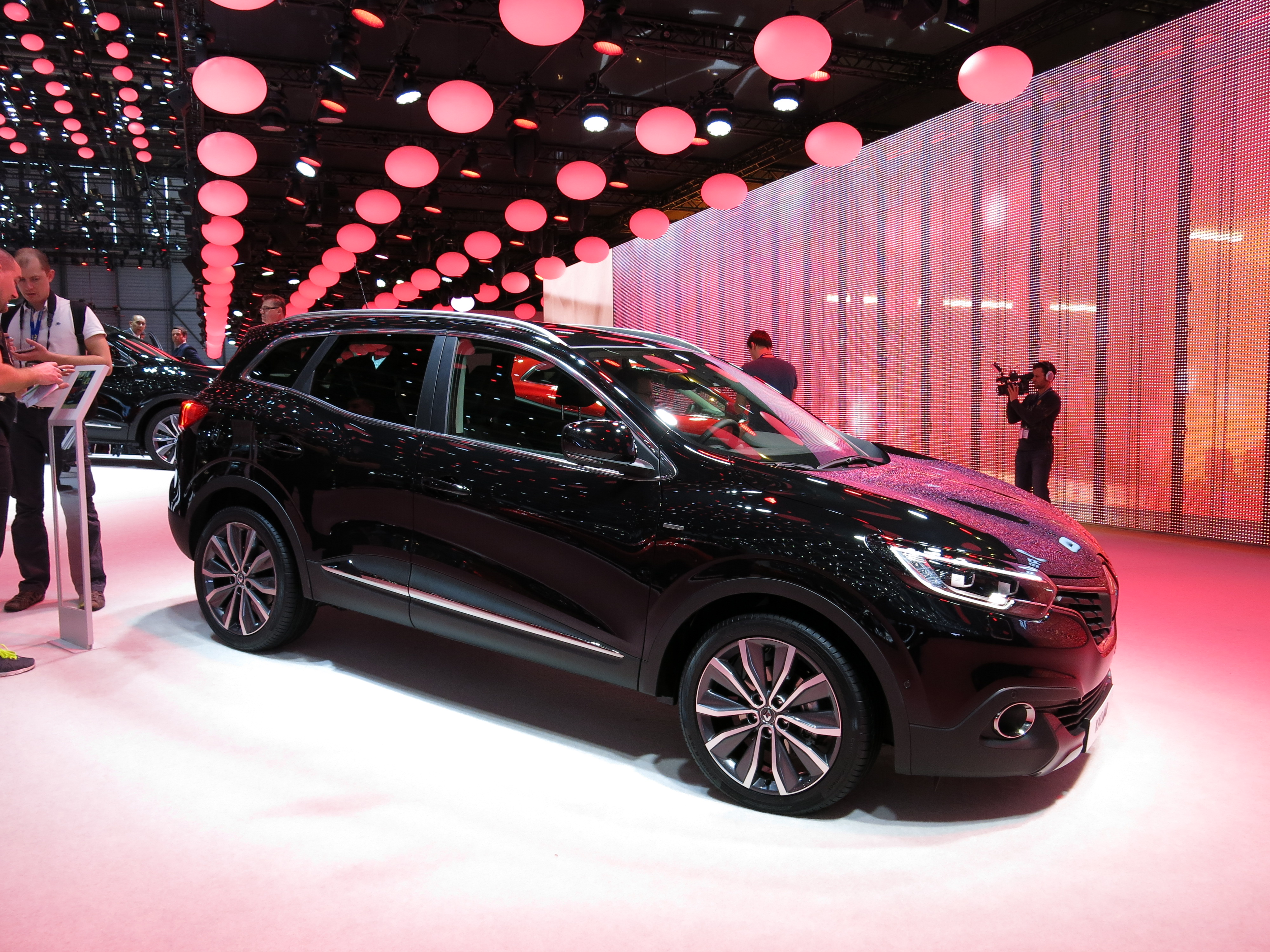
Kadjar SUV, 4x4 y 2x4 en el Salón del Automóvil de Ginebra de 2015.

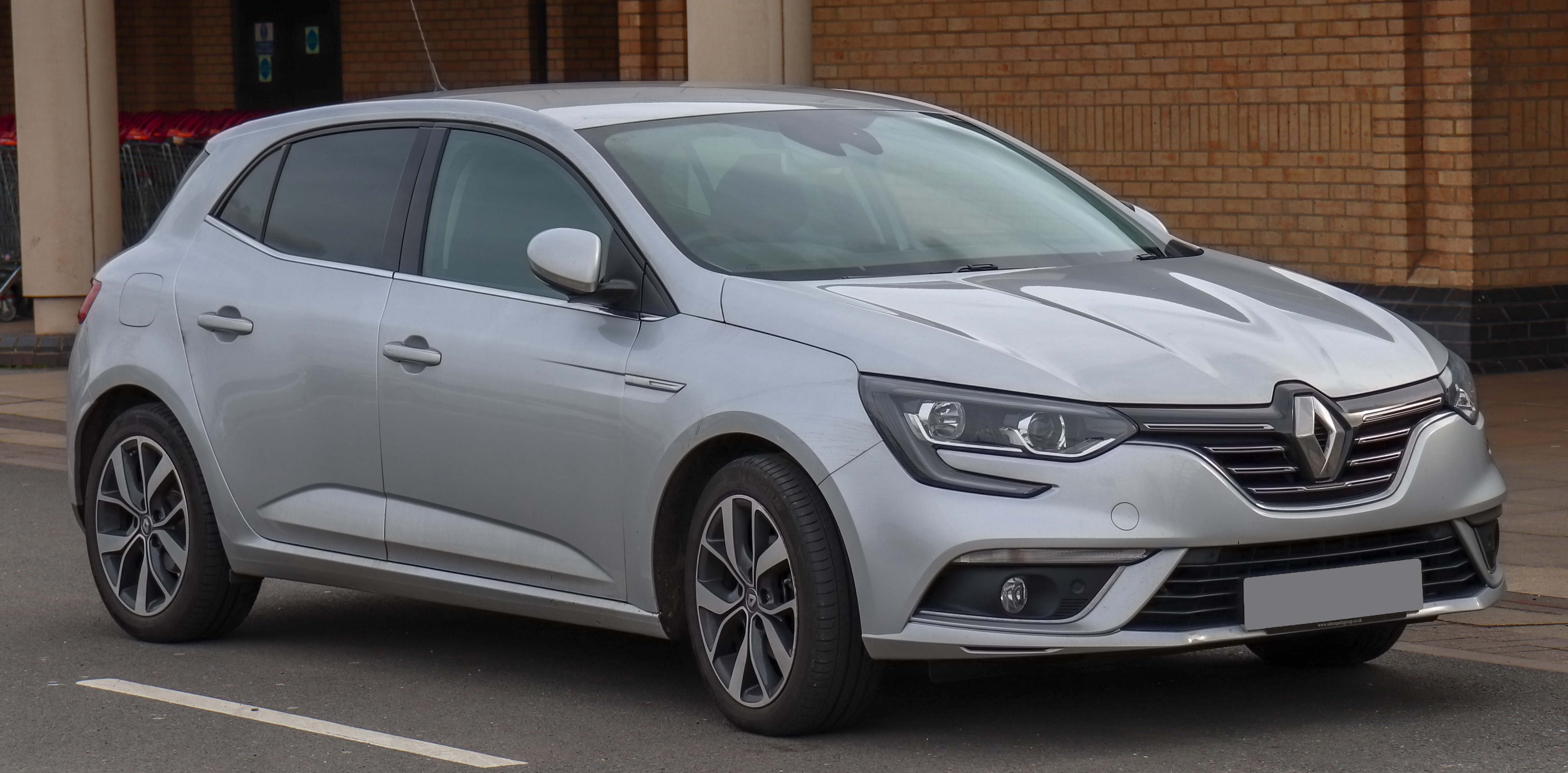
Mégane Dynamique S NAV DC 1.5 de 2017.

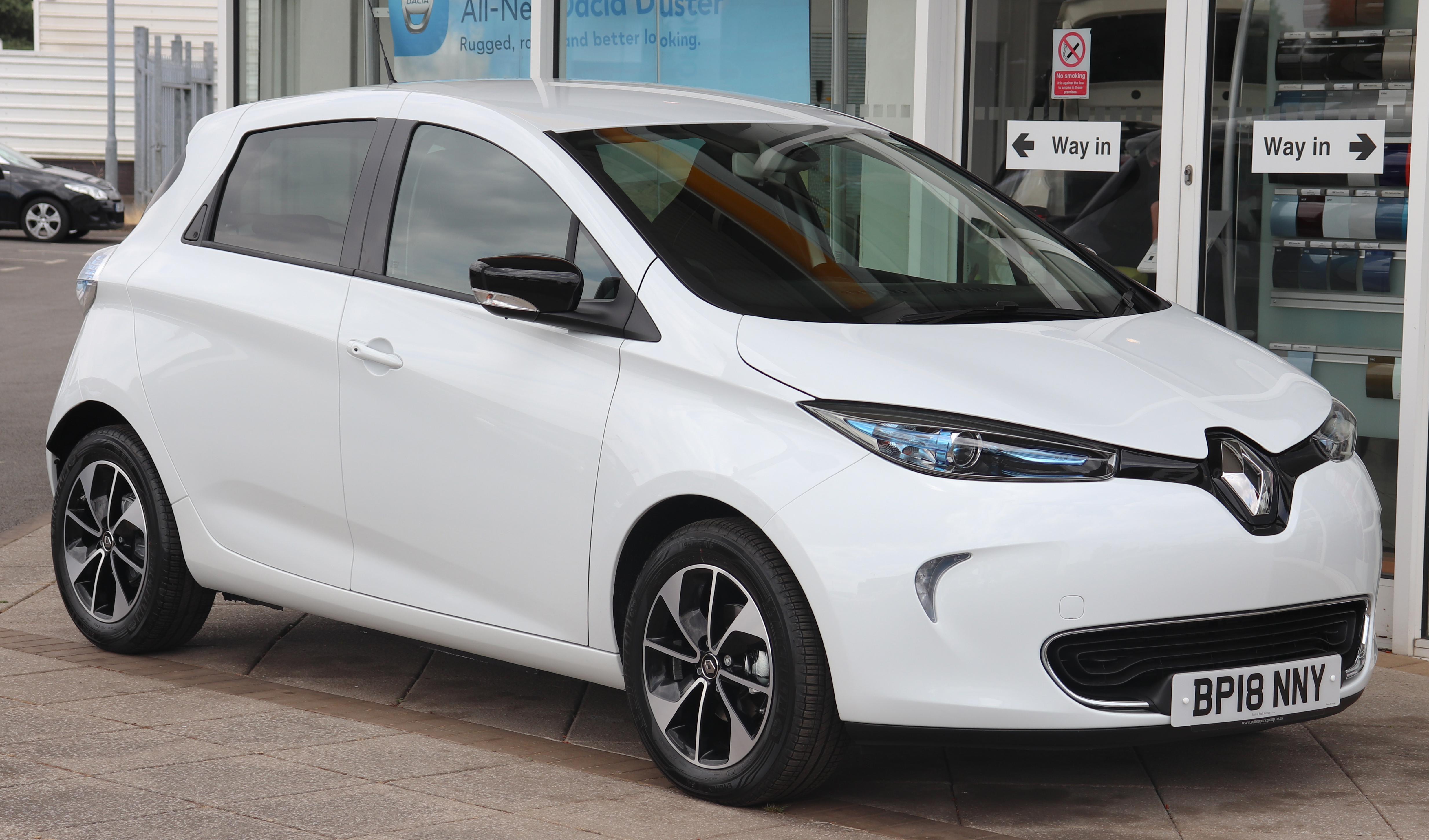
ZOE de 2018.

Dispone de cuatro vehículos en su gama: Z.E.: un cuadriciclo biplaza llamado "Twizy", un sedán basado en el modelo de combustión interna Fluence, un turismo compacto diseñado desde cero para uso eléctrico ZOE y la adaptación de la furgoneta ligera Kangoo a la tecnología eléctrica.

#### Renault
- Renault ZOE (2013–)
- Renault Clio (1990–)
- Renault Clio Style (2015-2017)
- Renault Espace (1984–)
- Renault Kangoo (1997–)
- Renault Kangoo Z.E. (2013–)
- Renault Koleos (2006-)
- Renault Mégane (1995–)
- Renault Scénic (1996–2022)
- Renault Safrane (1993–2000) Solo para México y Medio Oriente (2009-)
- Renault Twingo (1992–)
- Renault Logan (2004-)
- Renault Duster (2010-)
- Renault Sandero (2008–)
- Renault Symbol (1999-) Reemplazado por el Renault/Dacia Logan II. Continúa en Turquía y Chile como Renault Symbol III.
- Renault Fluence (2009-2016)
- Renault Fluence Z.E. (2013-)
- Renault Modus (2004-2012)
- Renault Wind (2010-2013)
- Renault Latitude (2011-)
- Renault Twizy (2011-)
- Renault Scala (2010-) Sólo para India
- Renault Pulse (2012-) Sólo para India
- Renault Captur (2013-)
- Renault Talisman (2015-)
- Renault Kadjar (2015-)
- Renault Kwid (2015-)
- Renault Alaskan (2016-)

#### Dacia
- Dacia Logan (2004-)
- Dacia Sandero (2007-)
- Dacia Sandero Stepway (2009-)
- Dacia Duster (2010-)
- Dacia Lodgy (2012-)
- Dacia Dokker (2012-)

#### Renault Samsung
- Renault Samsung SM3 (2002-)
- Renault Samsung SM5 (1998-)
- Renault Samsung SM7 (2004-)
- Renault Samsung QM3 (2012-)
- Renault Samsung QM5 (2008-)

### Modelos numéricos y de los 70-90
- 3 (1961-1963)
- 4 (1963-1992)
- 5 (1972-1996)
- Supercinco (1985-1992)
- 6 (1968-1986)
- 7 (1974-1984)
- 8 (1964-1977)
- 9 y 11 (1982-1990)
- 10 (1966-1971)
- Renault 12 (1969-1983)
- 14 (1976-1983)
- 15 y 17 (1971-1980)
- 16 (1965-1980)
- 18 (1978-1987)
- 19 (1988-2000)
- 20 (1976-1984)
- 21 (1986-1994)
- 25 (1984-1992)
- 30 (1975-1984)
- Fuego (1980-1987)
- Torino (1966–1982) Para Argentina únicamente

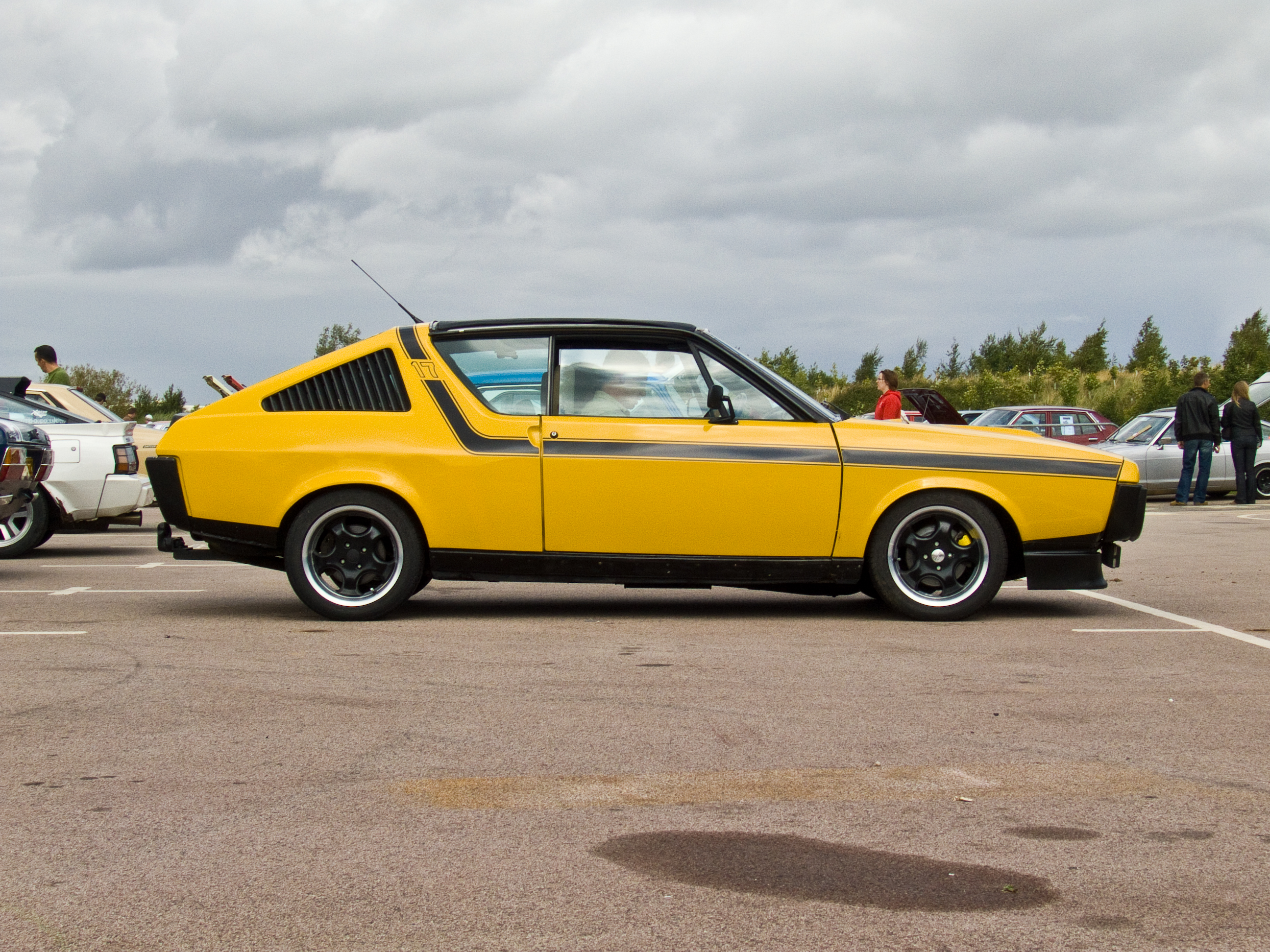
Renault 17 coupé de 1974
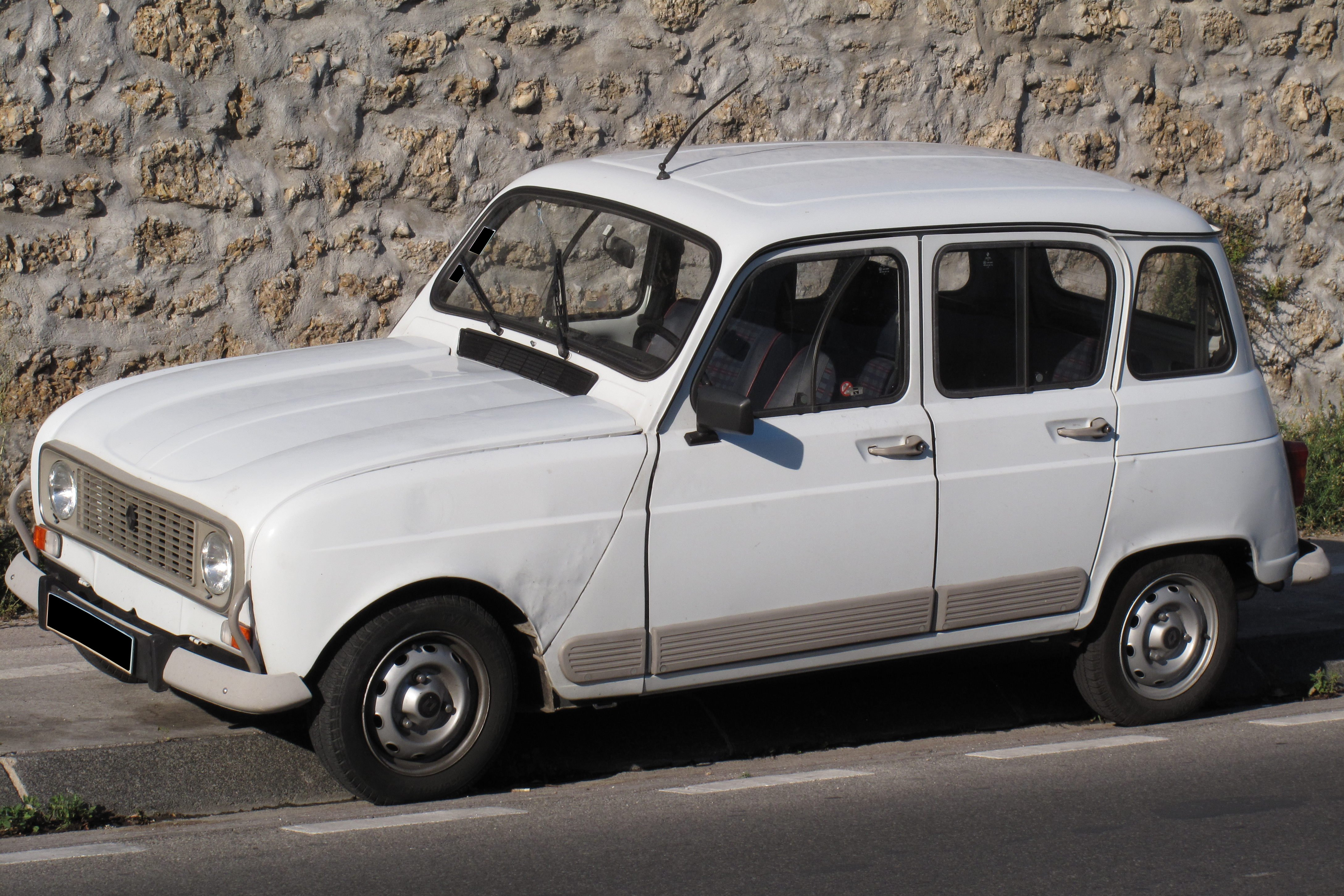
Renault 4 de 1979. Fue muy popular y conocido como "Renoleta", "La gelatinera", "Cuatro latas" y otros
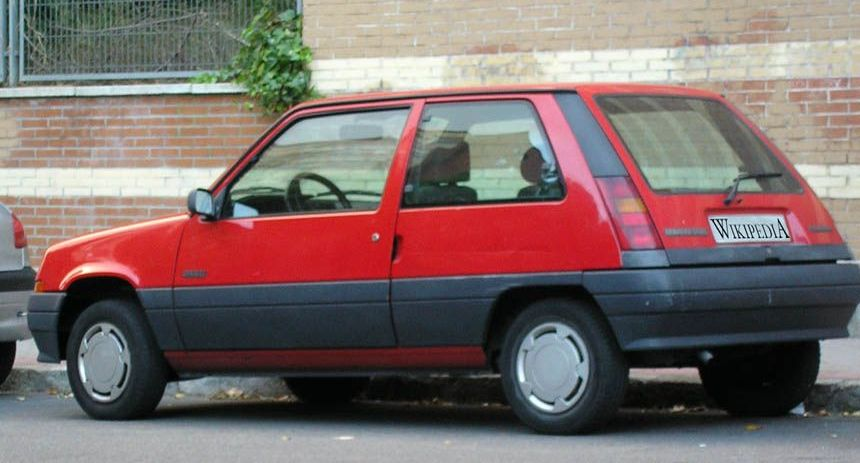
Renault 5 Supercinco-1987
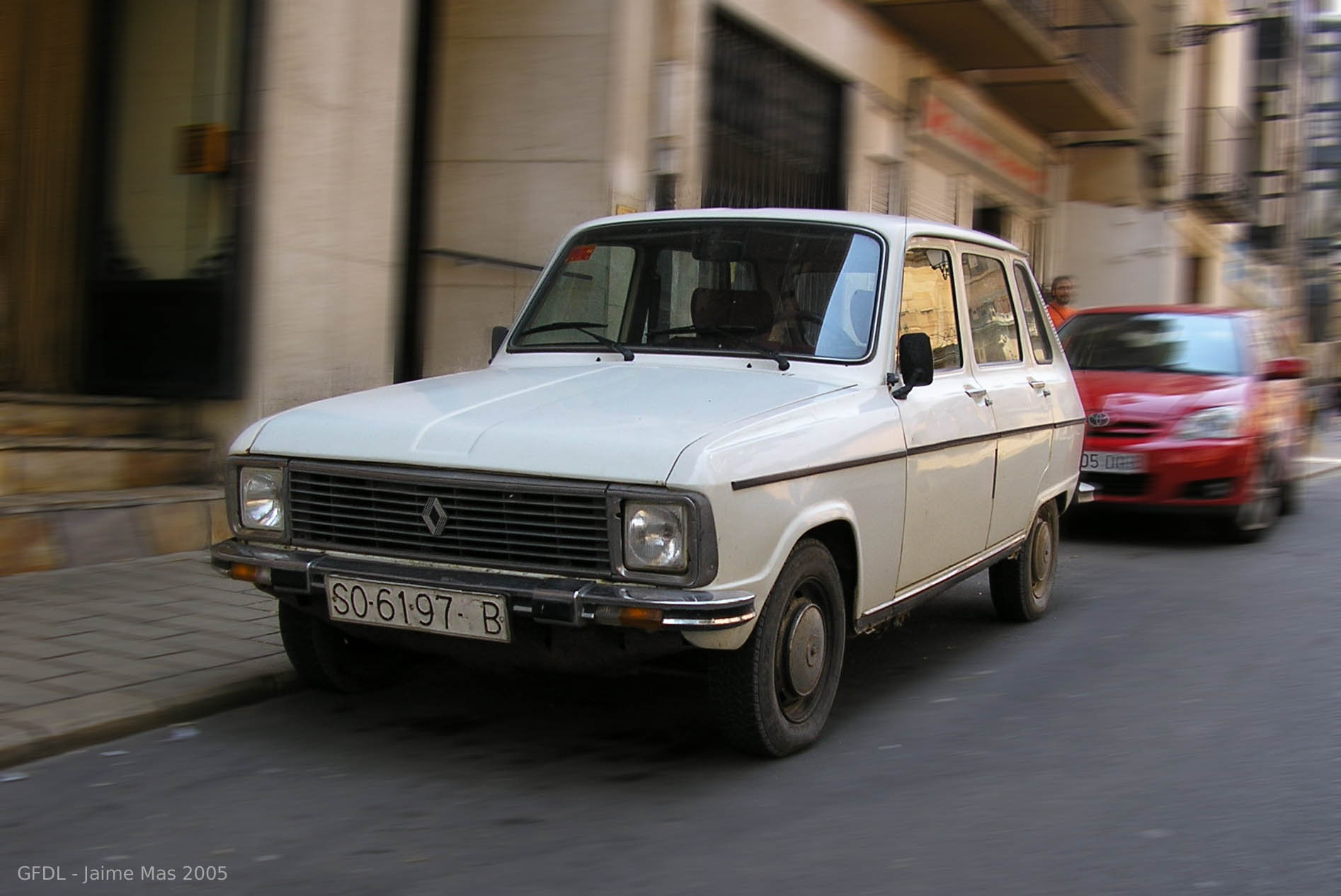
Renault 6 GTL
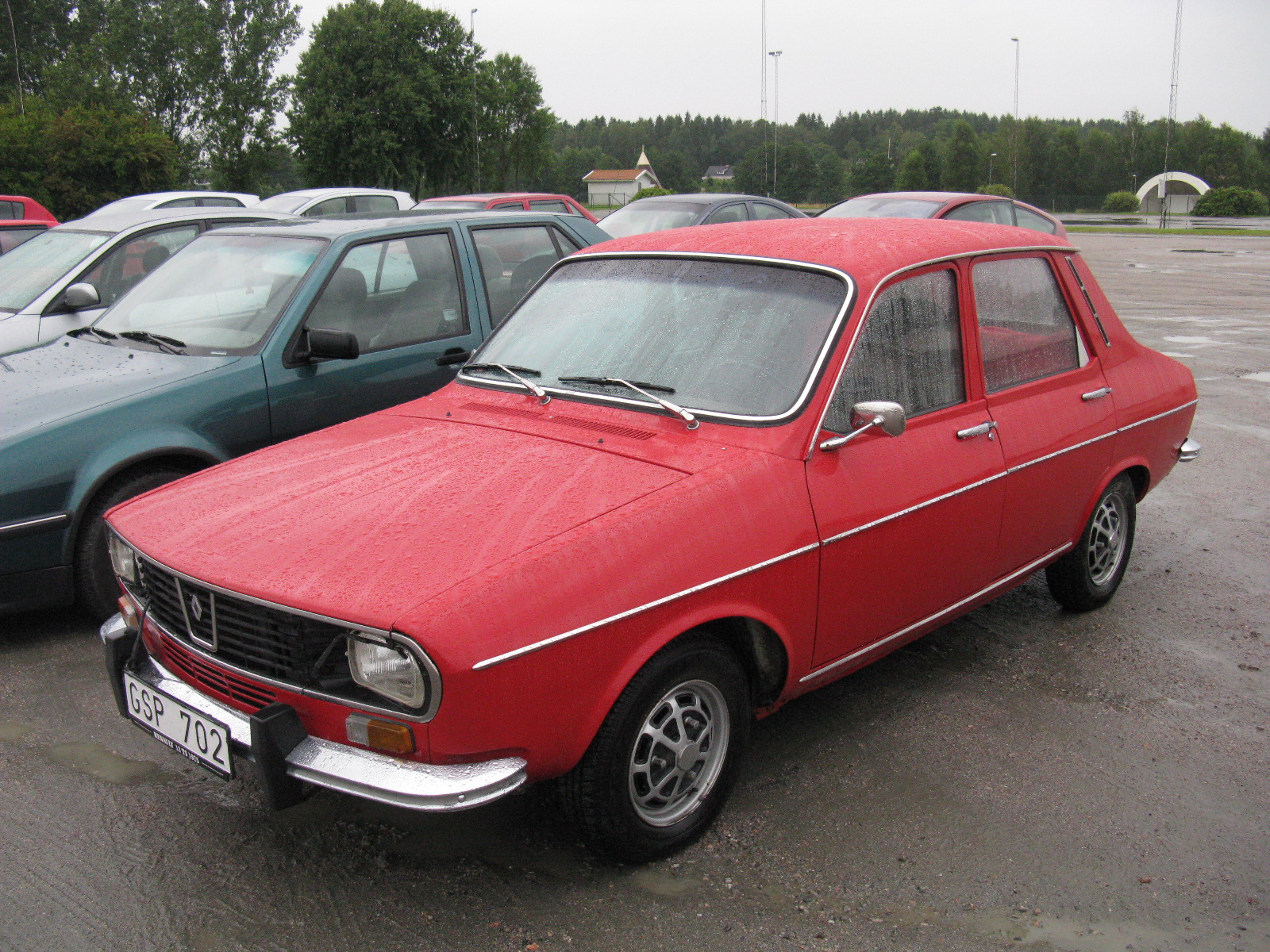
Renault 12 TS de 1974
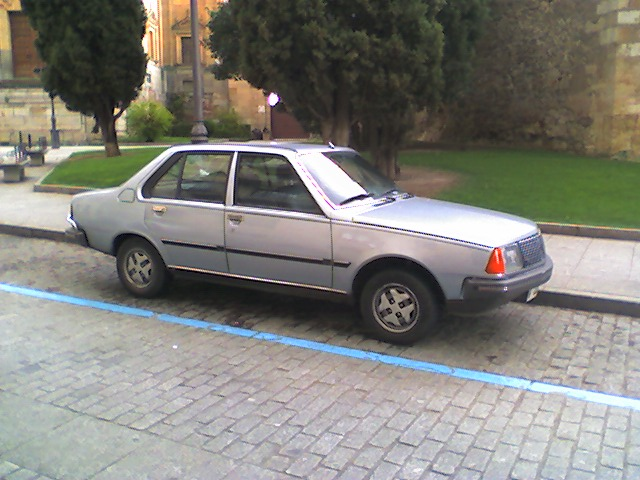
Renault 18 GTD de 1984
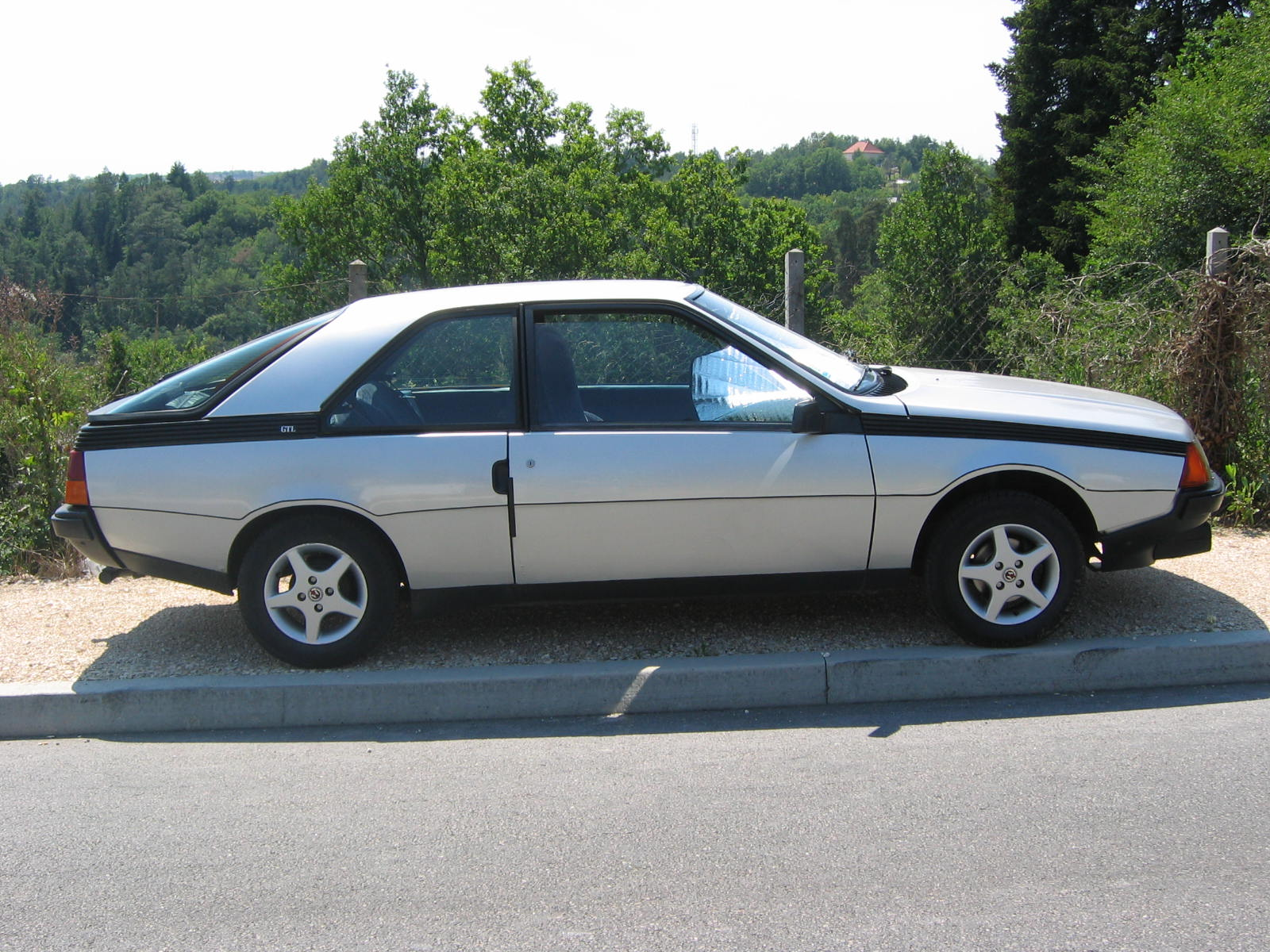
Renault Fuego cote GTX de 1984
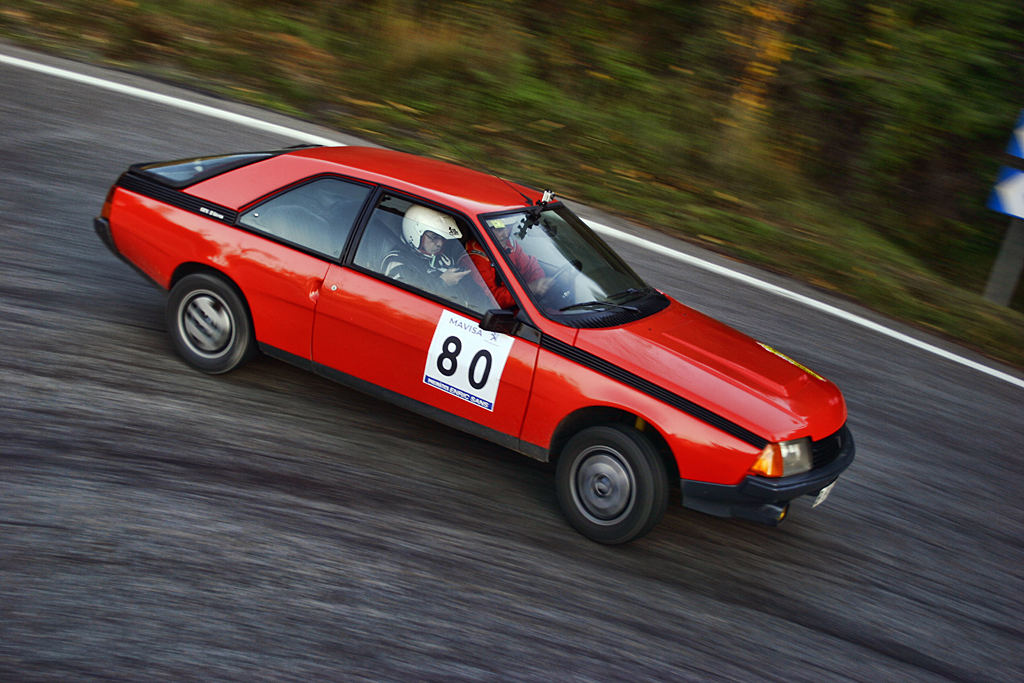
Fuego de 1980 ha ganado 8 veces TC2000 campeonatos (1986-1993)
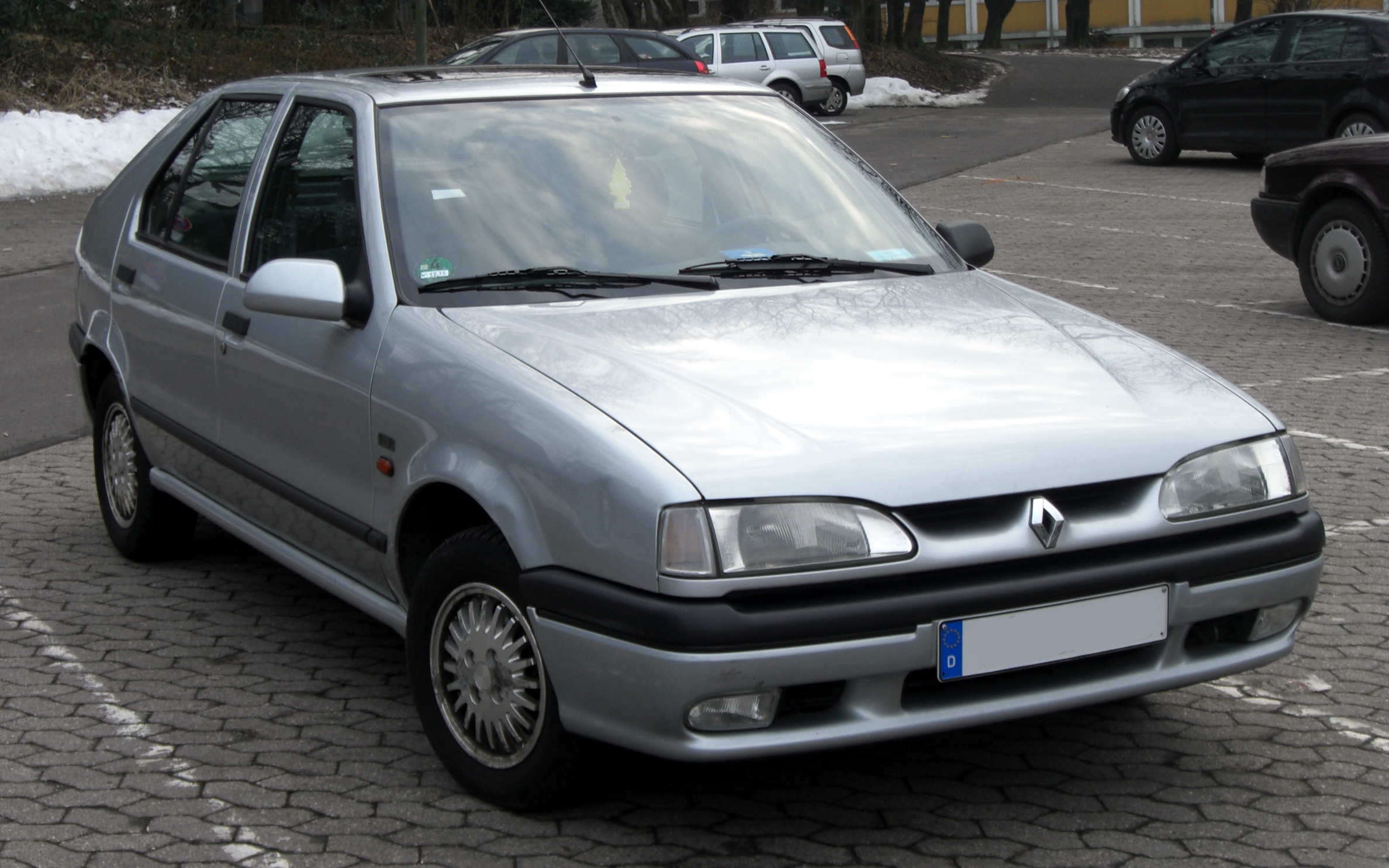
Renault 19 (Eclaire) de 1994
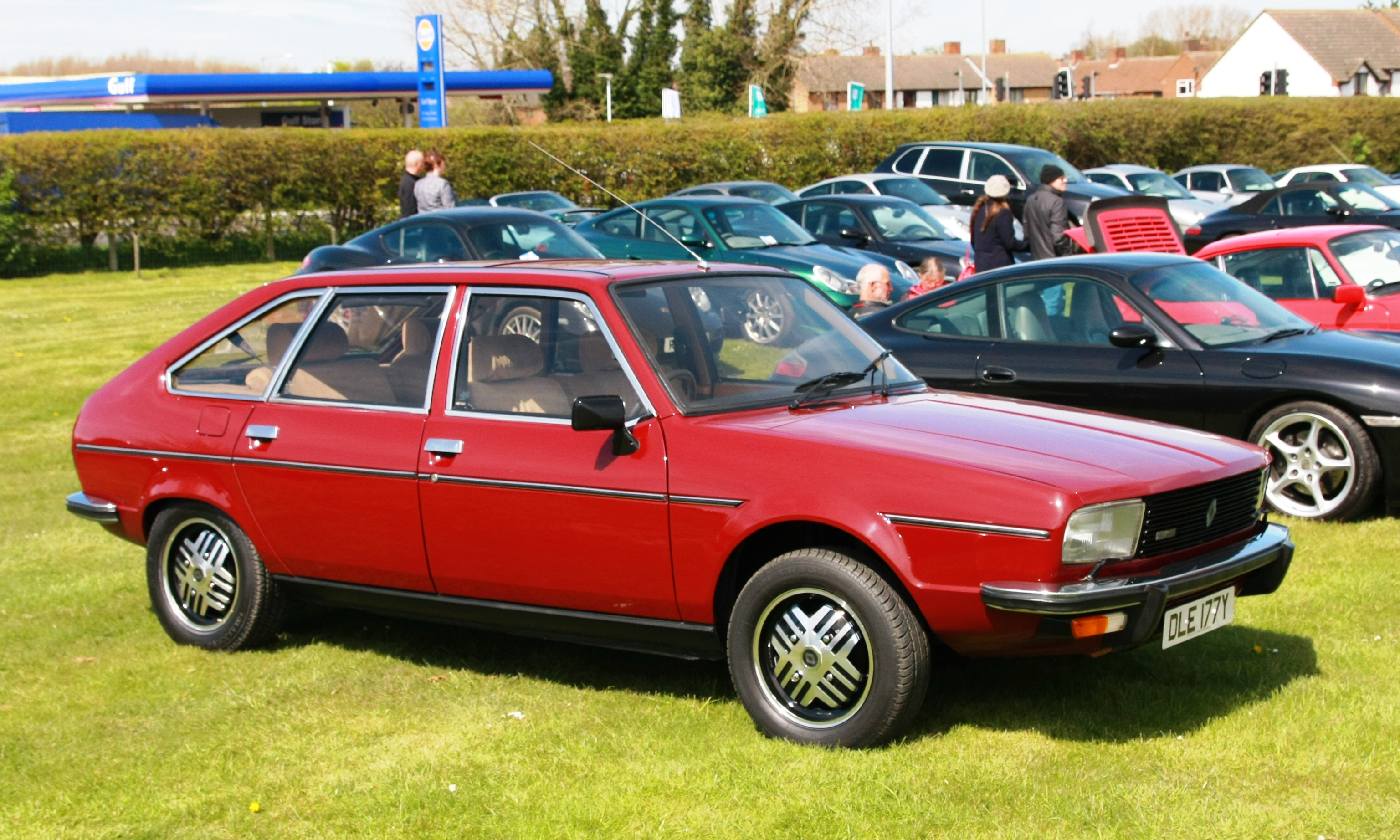
Renault 20 registrado en febrero de 1983

### Posteriores a la Segunda Guerra Mundial hasta los años 1960
- 4CV (1947-1961)
- Caravelle (1959-1968)
- Colorale (1950-1957)
- Dauphine (1956-1966)
- Gordini (1963-1970)
- Dauphinoise (Break Juvaquatre) (1946-1960)
- Floride (1959-1962)
- Frégate (1951-1960)
- Ondine (1961-1962)

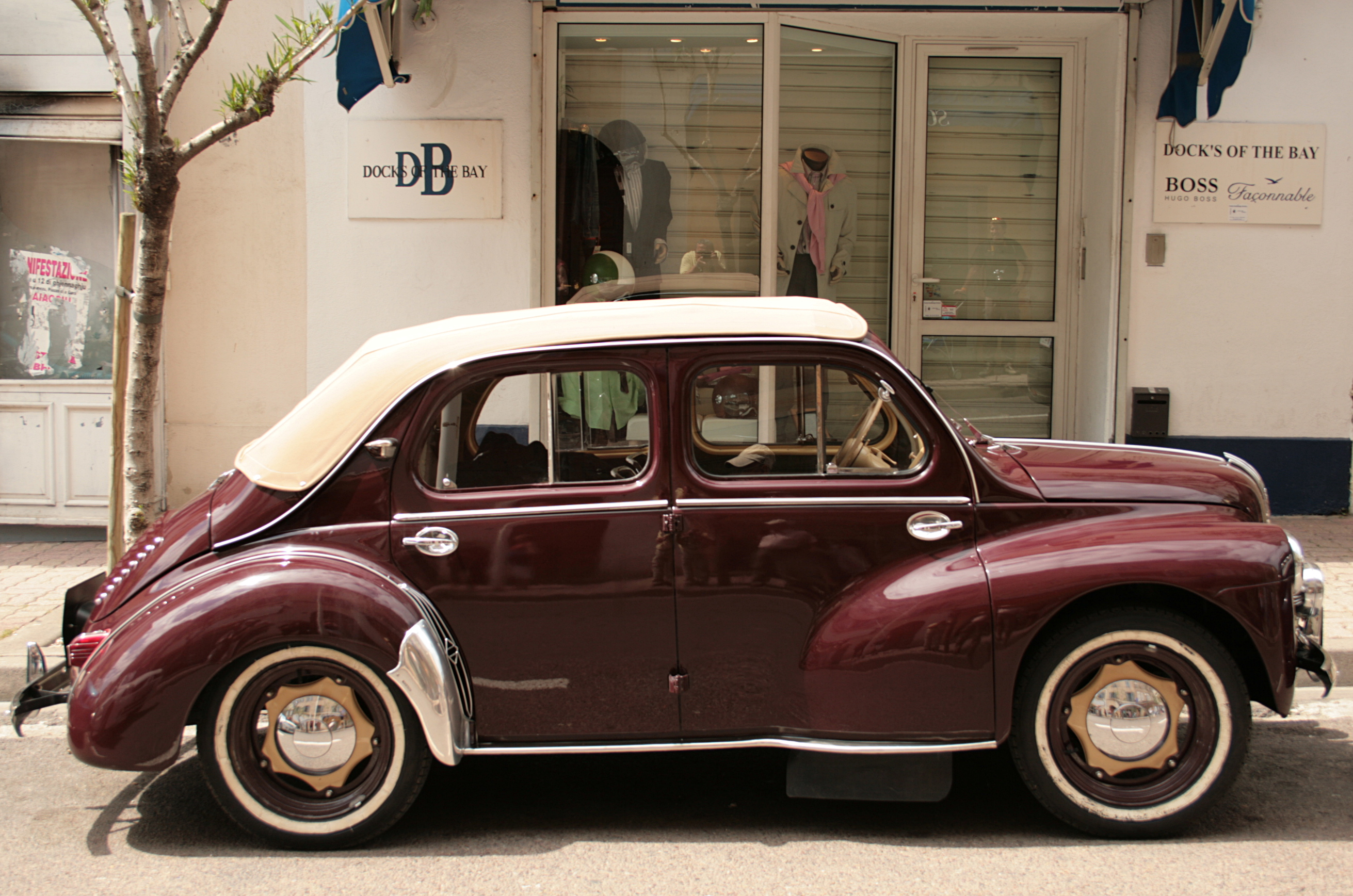
Renault 4CV descapotable de 1946
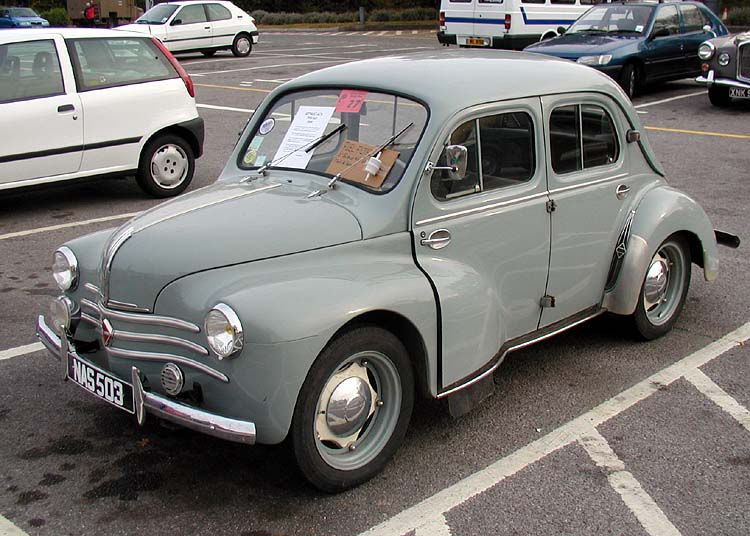
Renault 4CV.
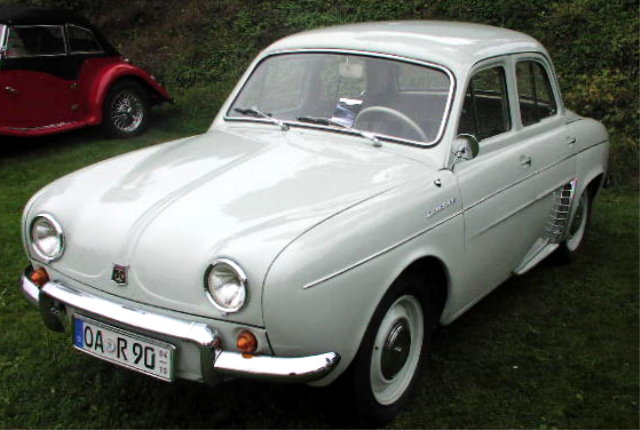
Dauphine.
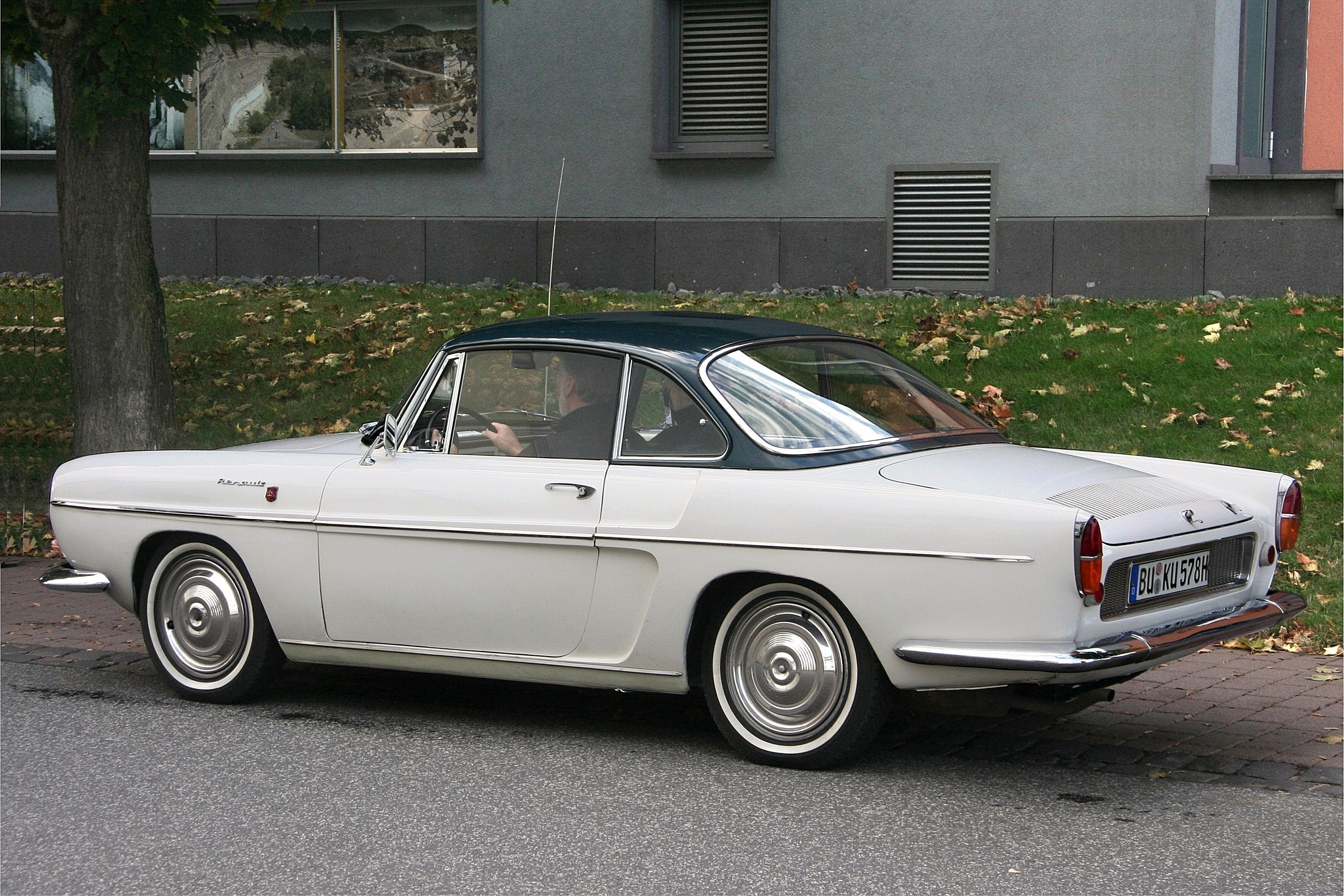
Floride de 1958
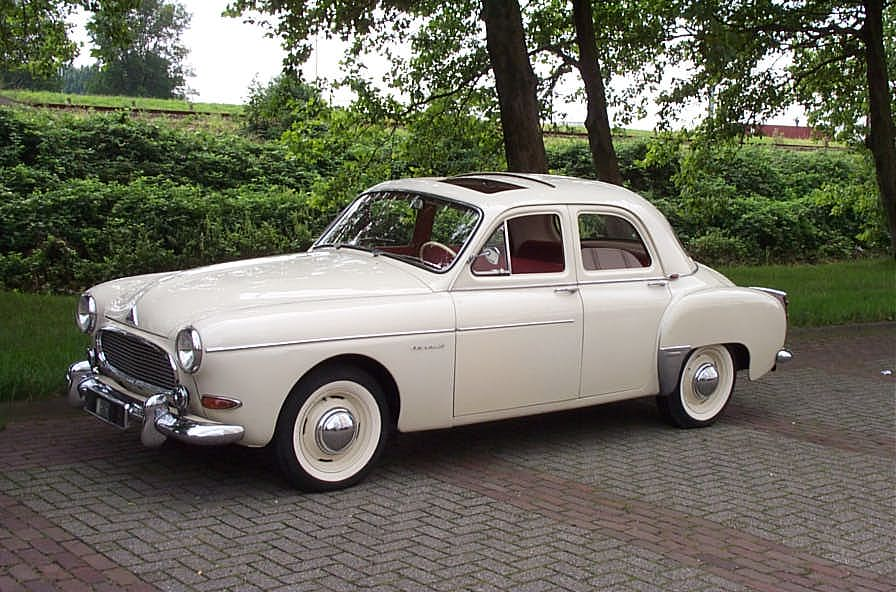
Frégate Transfluide de 1959
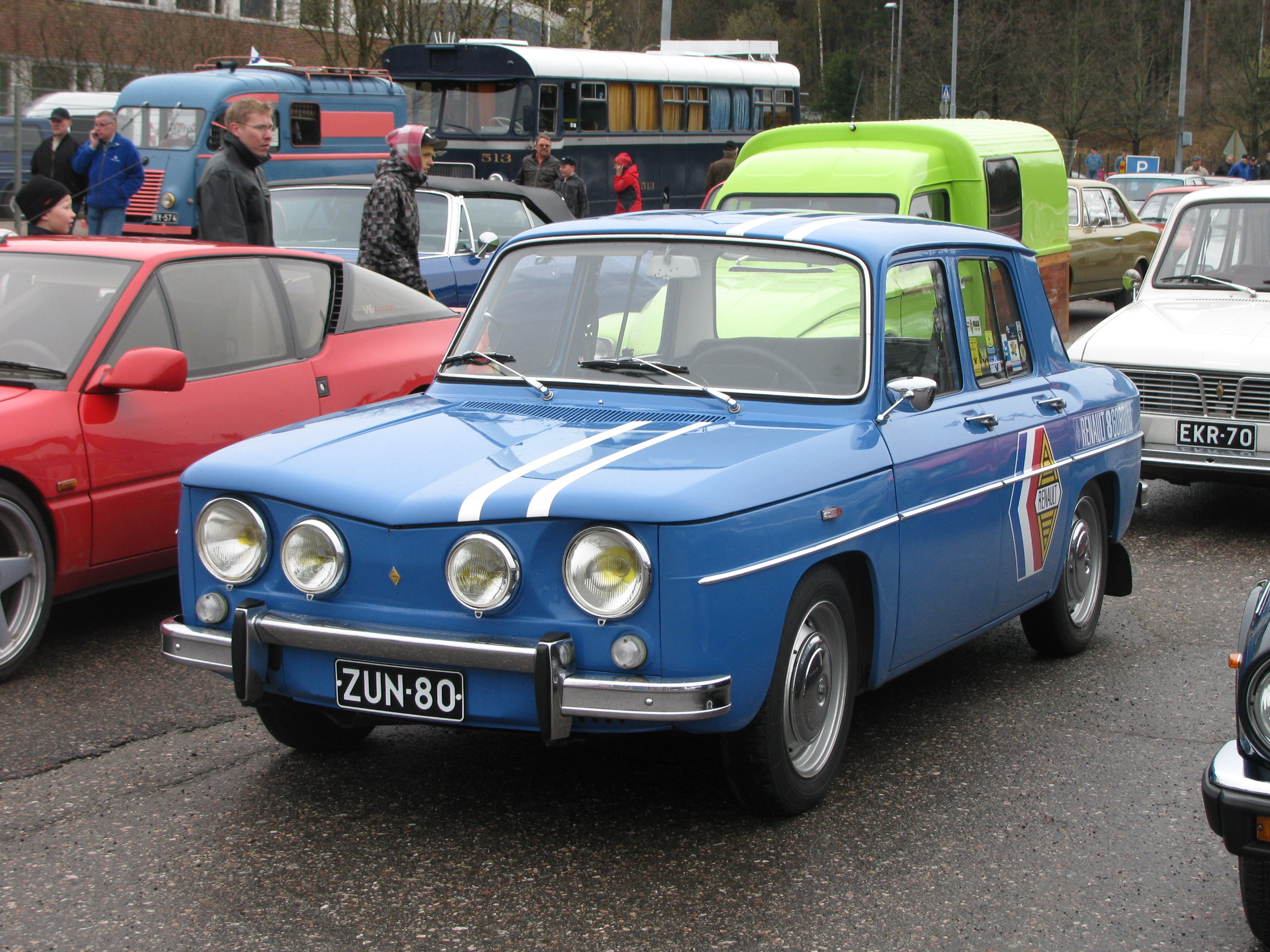
R8 Gordini Lahti de 1964

### Entreguerras (1919-1939)

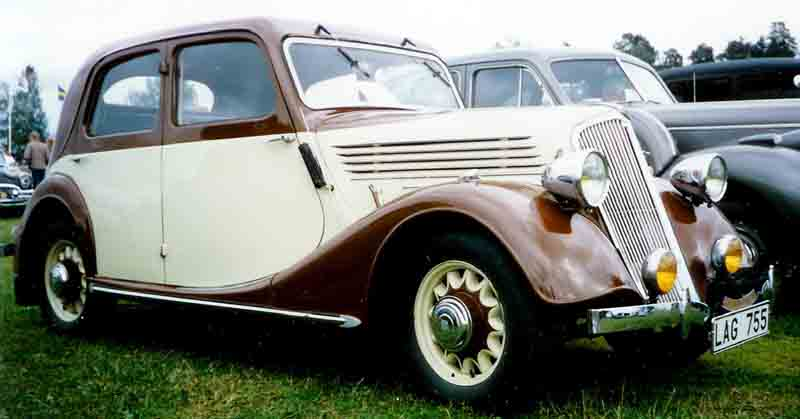
Celtaquatre Berlina de 1935

- Monasix 1928
- Celtaquatre (1934-1939)
- Juvaquatre (1937-1953)
- Nervastella (1930-1937)
- Primaquatre (1931-1941)
- Reinastella (1929-1933)
- Viva Grand Sport (1934-1939)
- Vivaquatre (1932)
- Vivasix (1928-1930)
- Monaquatre (1931-1935)

### Anteriores a la I Guerra Mundial (1898-1914)
- Voiturette (1898)
- 12CV
- 40CV (1908-1928)
- Type A (1899-1903)
- Type AG/Type AG-1 (1905-1910)

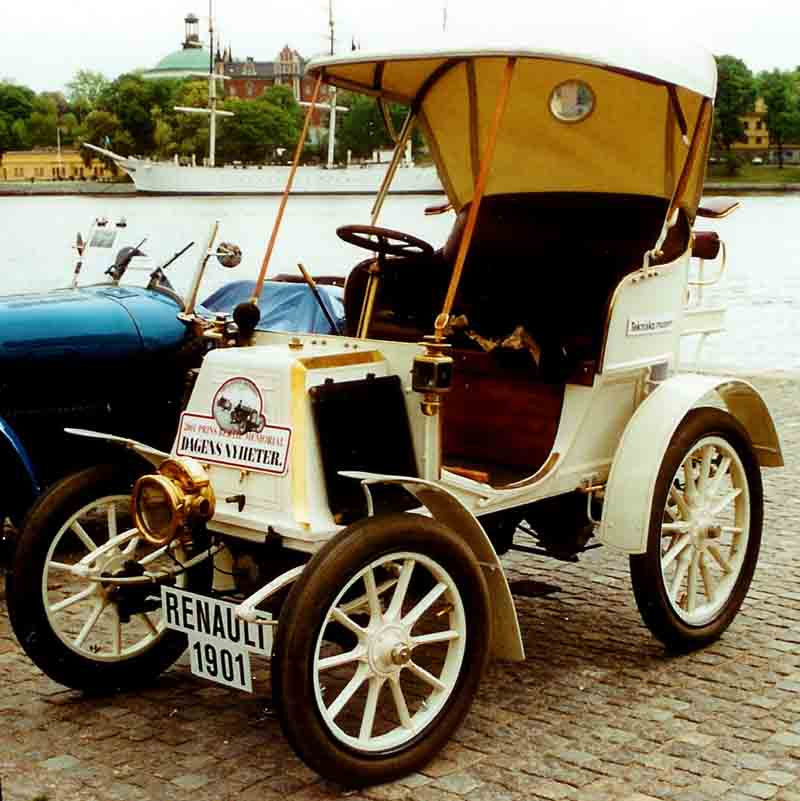
Voiturette Type D Série B de 1901

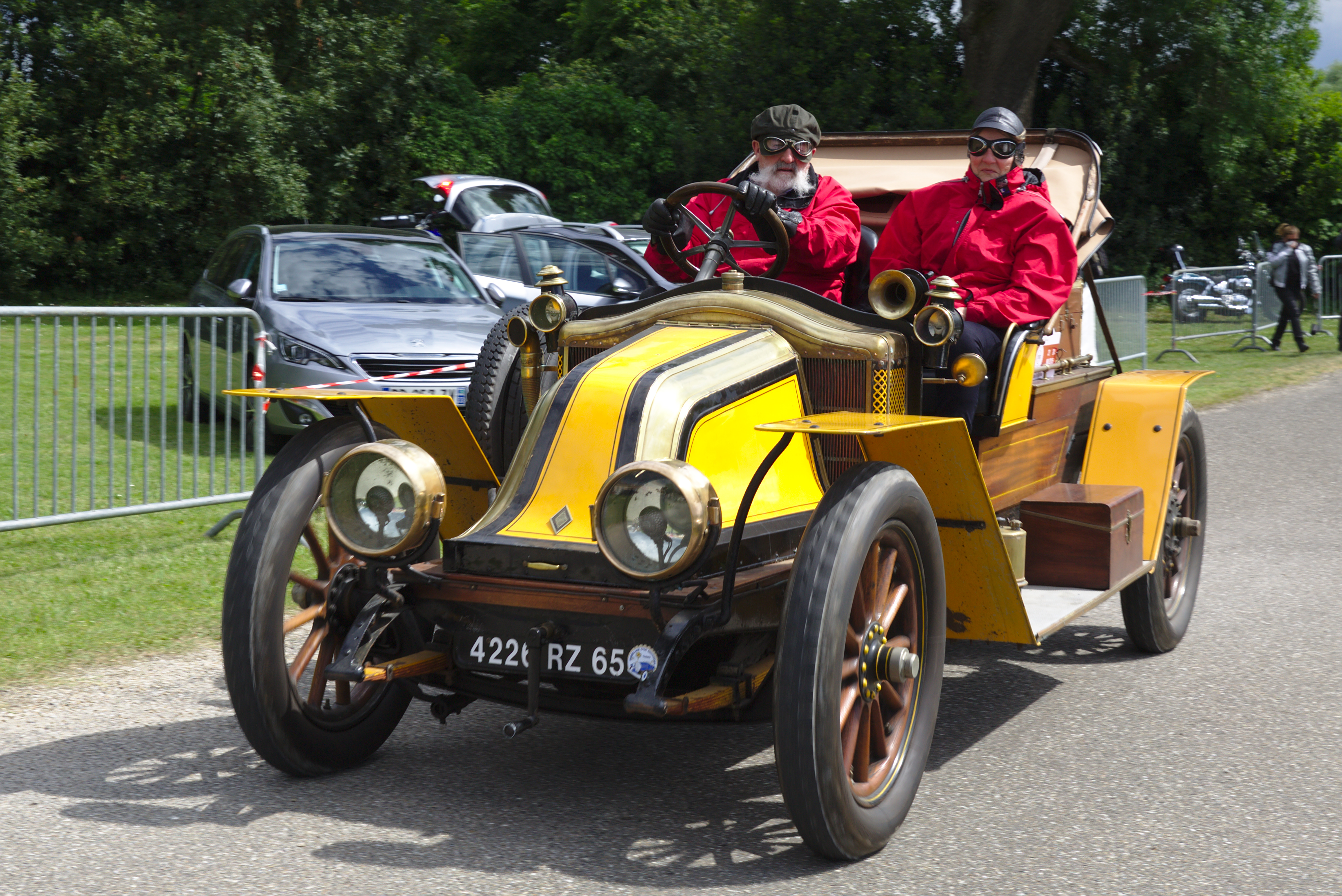
Un CC de 1911

- Type AH/Type AM (10CV) (1905-1909)
- Type AI/Type CF/Type DQ/Type ET (35CV) (1906-1914)
- Type B (1900)
- Type C (1900)
- Type D (1901)
- Type E (1901)
- Type G/Type H/Type J (1902)
- Type L/Type M (1903)
- Type N (a)/Type N (b)/Type S (1903)
- Type N (c)/Type Q/Type U (a)/Type U (e) (1903-1904)
- Type R/Type T (1903-1904)
- Type U (b)/Type U (c)/Type U (d) (1904)
- Type V/Type AS (1905-1913)
- Type X/Type X-1 (1905-1908)
- Type Y (1905-1906)

### Alpine-Renault
- A106
- A108
- A110
- A210
- A310
- GTA
- A610

### Prototipos de automóvil
- Renault 900 (1958)
- Argos (1996)
- Altica (2006)
- Argos (1994)
- Avantime (1998)
- Be Bop (2003)
- Ellypse (2002)
- Egeus (2005)
- Espace F1 (1995)
- Evado (1995)
- Fiftie (1996)
- Fluence (2004)
- Initiale (1995)
- Koléos (2006)
- Laguna (1992)
- Laguna Coupé (2007)
- Ludo (1994)
- Mégane (1988)
- Mégane Coupé (2008)
- Next (1995)
- Pangea (1997)
- Racoon (1993)
- Scénic (1991)
- Spider (1995)
- Talisman (2001)
- Vel Satis (2000)
- Wind (2004)
- Zo (1998)
- Zoé (2005)
- Zoom (1992)

### Coches clásicos[48]
- 6 Roues
- 7 1/2 HP
- 8 HP
- 90* AG
- Agathe
- AX
- AX #
- BDS2
- BZ
- Caravelle
- CC
- CE
- Renault Celtaquatre
- Coupé
- Fuego

- CX 15
- Dauphinoise
- DG
- DM
- DP
- EF
- EI
- EK
- Etoile Filante
- EU #
- FE
- Frégate Limousine
- IG
- JP
- Juvaquatre

- Renault 5
- KJ
- Limousine
- Monaquatre
- Monasix
- NC #
- Nervasport
- Nervastella
- NM
- NM #
- NN
- NO
- OS
- PR
- Primaquatre

- Primastella
- Type C
- Type D #
- Type G
- Type I
- Type K
- Type M
- Type T #
- Type V
- VB 20/30 HP
- Viva Grand Sport
- Vivaquatre
- Vivasport
- X1
- XB

### Vehículos comerciales
- Renault 4 F4/F6(1963-1991)
- Renault Express/Rapid (1985-2002)
- Estafette (1965-1978)
- Trafic (1981-)
- Master (1981-)
- Kangoo (1999–)
- Dokker (2012–)

### Autobuses
- PR-100 (1971-1999)
- R312 (1987-1996)
- Renault CityBus (1996-2002)

### Tractores
- Ares 640 RZ
- Celtis 446 RA
- TEMIS 610 Z
- 80-14 f o v
- 70-14 f o v
- Fructus
- Range T

## En competición

### Fórmula 1

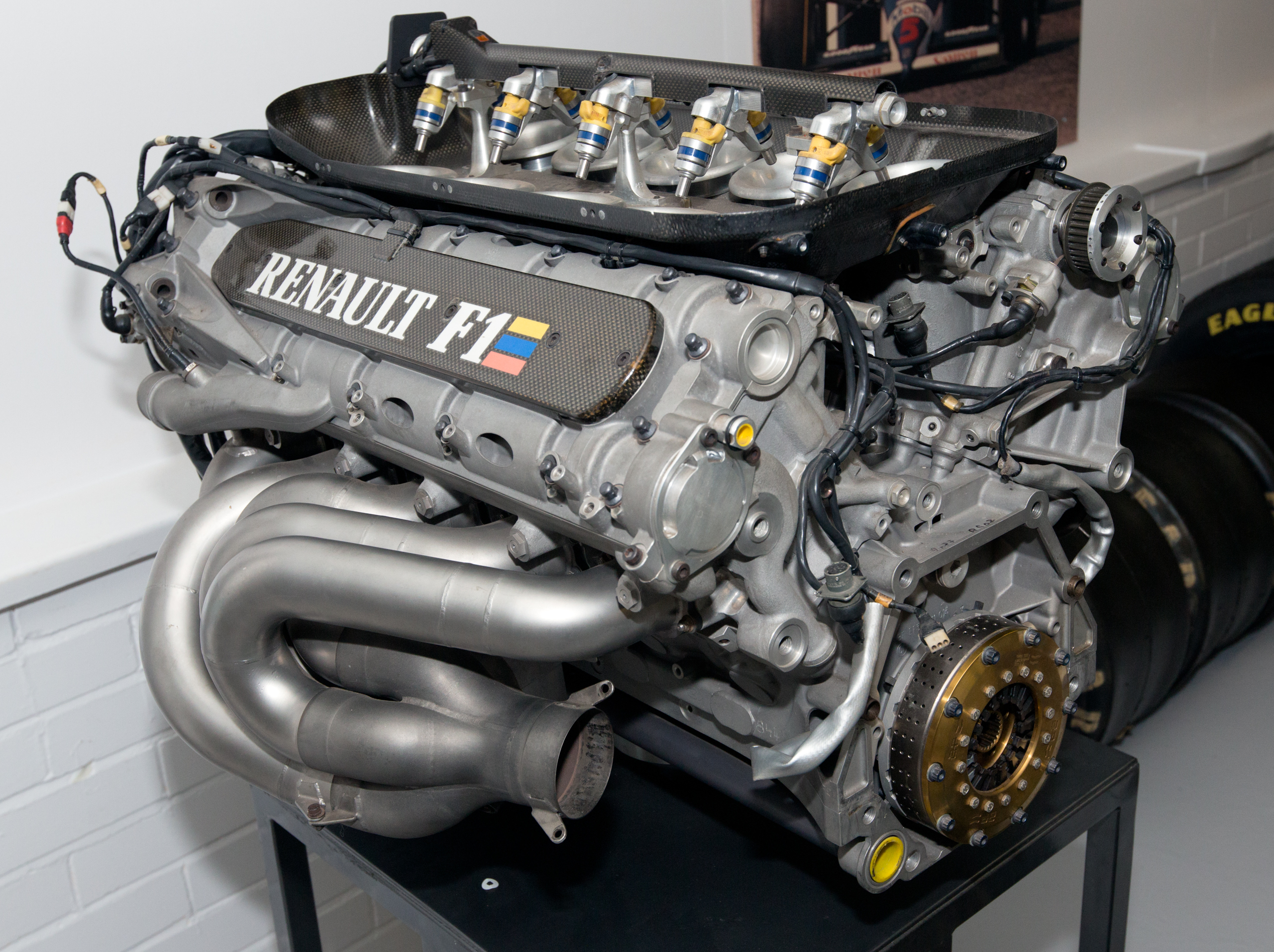
Motor de Fórmula 1 de 1995

Ha participado en varias ocasiones en la Fórmula 1. Su primer equipo nació en 1977 y se disolvió en 1985. Equipe Renault Elf fue como se llamó en ese primer periodo y regresó con el tradicional nombre de Renault F1 Team a partir de 2002, tras adquirir a Benetton Formula, que a su vez compró el equipo Toleman en 1986. Dicho periodo fue el más exitoso, ya que Renault consiguió tanto el Campeonato de Pilotos como el Campeonato de Constructores con Fernando Alonso en 2005 y 2006. Por otro lado, no participó como equipo entre 1986-2001 y 2012-2015, pero sí ha suministrado motores a otros constructores, logrando varios campeonatos. Ha competido siempre como equipo francés, salvo en 2011, cuando lo hizo bajo bandera británica.
En 2010 vendió el 75% del equipo a Genii Capital, haciendo que en 2011 participase con el nombre comercial de Lotus Renault GP y anunciando la creación de Renault Sport F1 para el suministro de motores y tecnología el cual seguía controlando el 25% de la escudería. En 2012, Genii Capital solicitó el cambio de nombre del equipo en la lista de inscritos, luego de que Proton Holdings Berhad, propietaria de la marca Lotus, tomara en 2012 el control del equipo, renombrándolo a Lotus F1 Team. En 2016, Renault volvería a tener escudería propia con el nombre de Renault Sport Formula One Team. Desde la temporada 2021, el equipo compite bajo la denominación de Alpine F1 Team y con Renault suministrando motores únicamente a este equipo.

### Fórmula E
Renault también ha competido en las carreras de monoplazas eléctricos conocidos como Fórmula E desde 2014, participando en cuatro temporadas. Tras la cuarta temporada se retira de dichas competiciones para concentrarse en la Fórmula 1.

## Biocombustibles
Ha ampliado su actual gama de vehículos que pueden utilizar bioetanol E85 con la incorporación de las versiones adaptadas a este biocombustible de los modelos Modus, Grand Modus y Kangoo. En la actualidad, los modelos de la empresa gala que pueden circular con bioetanol son el Clio Rip Curl 1.2 de 75 CV (55,2 kW) E85 y el Mégane II Estate de 16 válvulas. Esta gama se ha ampliado con la llegada de los nuevos Modus y Grand Modus 1.2 de 75 CV (55,2 kW) E85 y el Kangoo 1.6 de 105 CV (104 HP; 77 kW) E85.

## Vehículos eléctricos Renault Z.E.

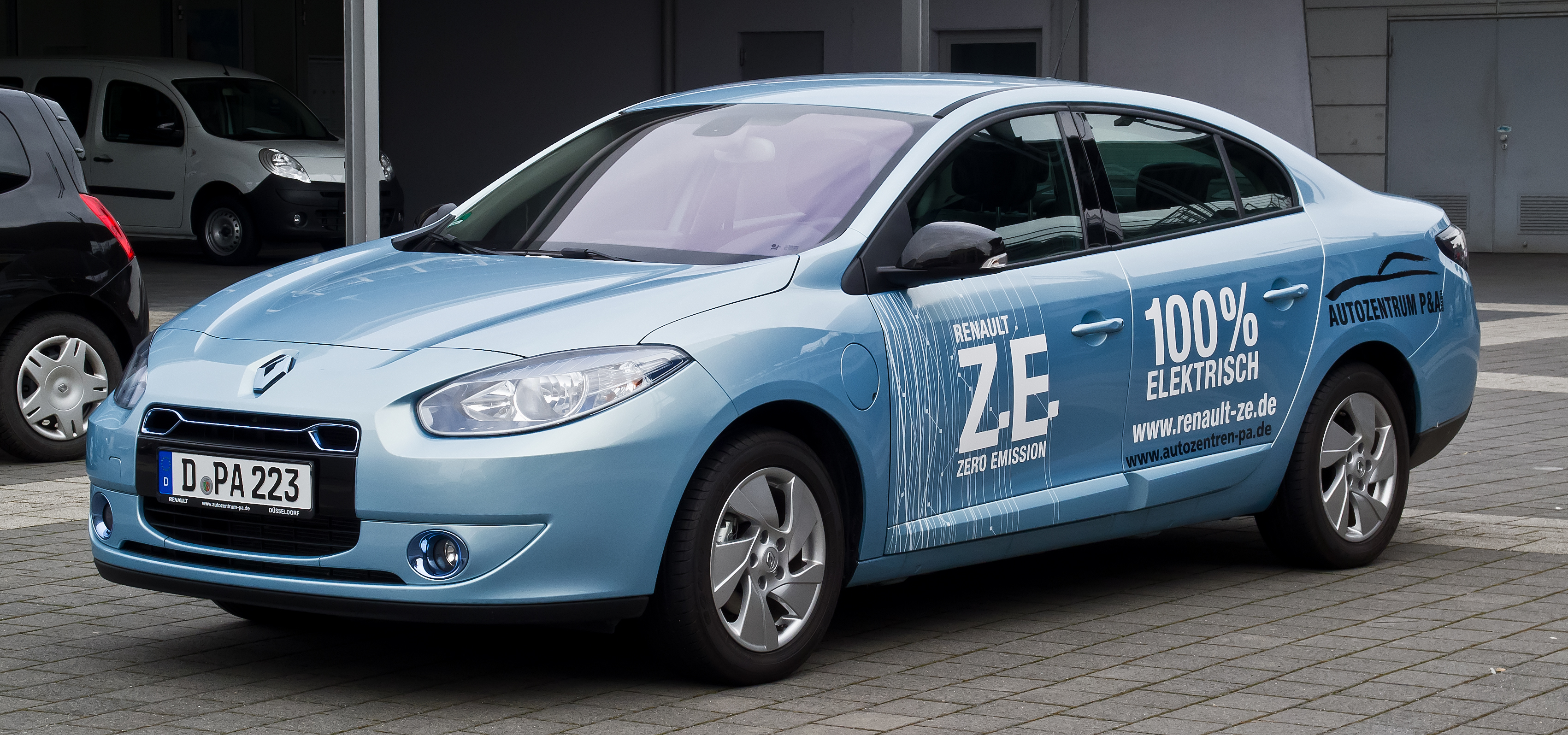
Fluence ZE en Düsseldorf, Alemania en 2013

Renault ZE es la gama de vehículos eléctricos de Renault.
El Grupo Renault-Nissan está presente en el PHEV Research Center.

### Vehículos

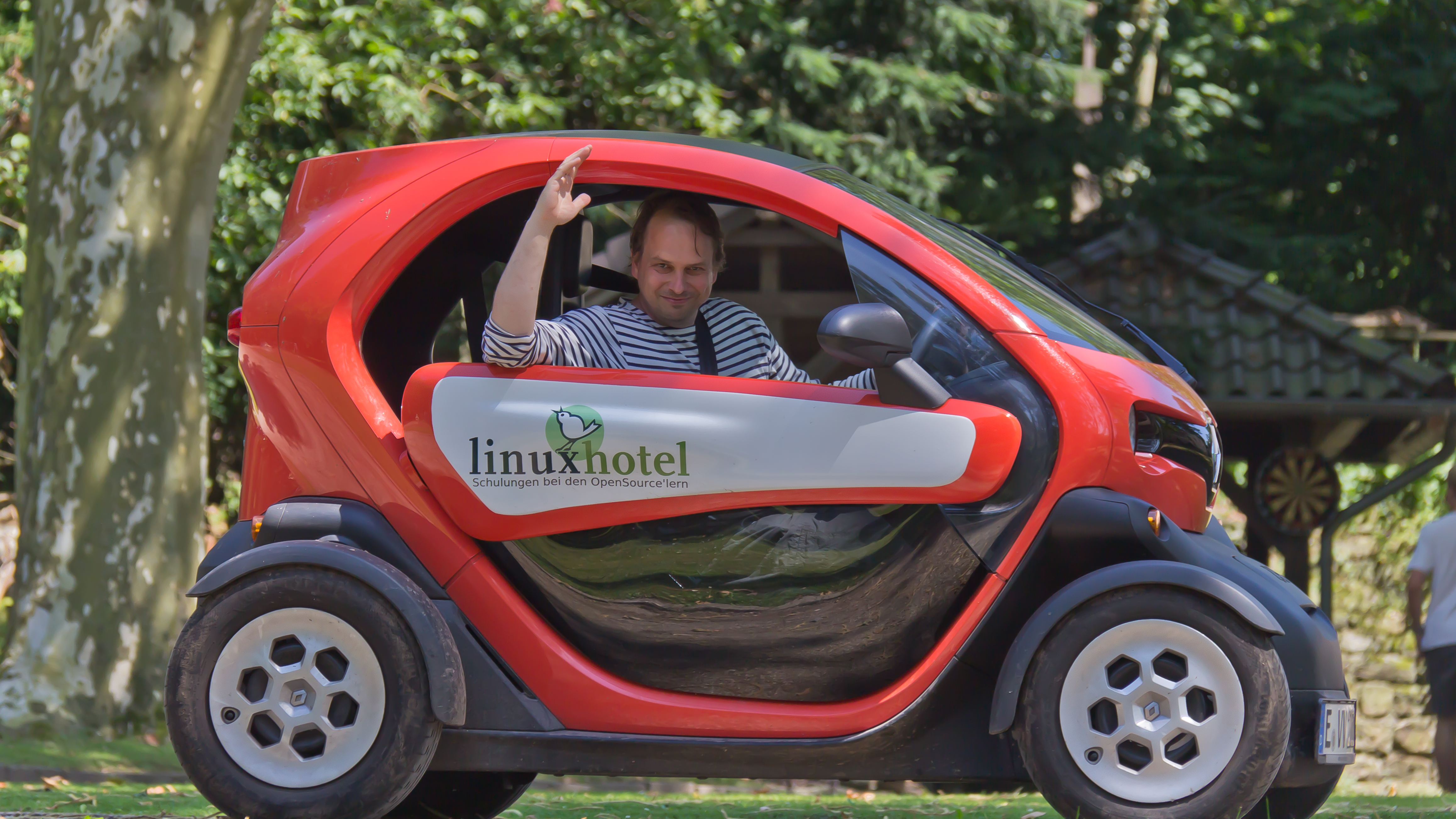
Renault Twizy

En octubre de 2011 se incluyeron los dos primeros coches eléctricos a la gama de Renault ZE, el Renault Fluence Z.E. y Renault Kangoo Z.E., calificados como eléctricos de bajo coste. Posteriormente en marzo de 2012, Renault lanzó al mercado el Twizy Z.E. El ZOE Z.E. lanzado en 2013 es su vehículo eléctrico más difundido, siendo el más vendido en Francia y el segundo de España, tras el Nissan Leaf de esa subsidiaria japonesa.
Una de las principales características de la gama Renault Z.E. es que son vehículos eléctricos bastante asequibles con un precio similar al de un vehículo de combustión diésel de su mismo segmento, en especial gracias a las ayudas que las administraciones proporcionan a los vehículos sin emisiones contaminantes y la exención de impuestos. Sus grandes ventajas son no contaminar ni por gases como CO2, NOx, PM, etc. ni acústicamente, poder estacionar y cargar gratis en muchas ciudades en las zonas de estacionamiento regulado, circular gratis por autopista de peaje, uso del carril bus (VAO) con solamente un ocupante, entrar en las zonas restringidas de prioridad residencial del centro de las ciudades y entrar y estacionar en estas en días de restricciones por alta contaminación. Económicamente existe exención total del impuesto de matriculación, del 75 % del Impuesto sobre Vehículos de Tracción Mecánica (IVTM) y el coste de explotación es muy bajo con un precio de carga de 1 € a los 100 km (62,1 millas) en instalaciones domésticas con horario nocturno supervalle. También el coste de mantenimiento es muy bajo comparado con los de combustible fósil al ser mecánicas muy sencillas y fiables y carecer de elementos como aceite, filtro de aire, refrigerantes, etc.

### Prestaciones
My Z.E. CONNECT permite desde cualquier computadora o teléfono móvil inteligente consultar el estado del proceso de recarga de la batería y el rango de autonomía, así como programar esta en horarios valle y la climatización para que al llegar esté a la temperatura deseada.
El cliente pasa, en el momento de la compra, por un cuestionario de compatibilidad eléctrica denominado Z.E. Box. Consta de 4 capítulos: Z.E. CHARGE para proponer un sistema de carga en el domicilio o el trabajo; Z.E. CAR, que propone el modelo de coche y las opciones; Z.E. BATTERY, que informa acerca del alquiler de la batería y los costes asociados; y Z.E. Services, que asesora sobre garantías y opciones de incremento de servicios.

## Conexión a Internet
Renault R-Link está integrado en el panel de instrumentos, permite sobre todo permanece conectado a internet y aporta asistencia durante la conducción, por ejemplo: con información sobre el tráfico en tiempo real, Servicios LIVE TomTom, o alertas de zonas peligrosas. Con él se pueden utilizar aplicaciones preinstaladas como: correo electrónico, Tuit y previsiones meteorológicas. y otras que puede incluir el usuario como radio por internet.
R-LINK 2 te ofrece nuevas funcionalidades como Android Auto (para lo que se ha de conectar el teléfono al puerto USB del sistema multimedia del coche) y servicios conectados integrados (aplicaciones de correo electrónico, Coyote...).  

## Empresas subsidiarias
- Alpine
- Dacia
- Renault Samsung Motors
- Nissan
- CIADEA S.A.
- Renault do Brasil
- Renault Sofasa
- Revoz
- Ampere (empresa)